# 11世紀

カノッサの屈辱。教皇権の伸長は皇帝権との間で衝突を生み出し、叙任権闘争を激化させた。画像は神聖ローマ皇帝ハインリヒ4世（中央）と、破門された彼をローマ教皇グレゴリウス7世にとりなすトスカーナ女伯マティルデ（右）とクリュニー修道院長ユーグ。

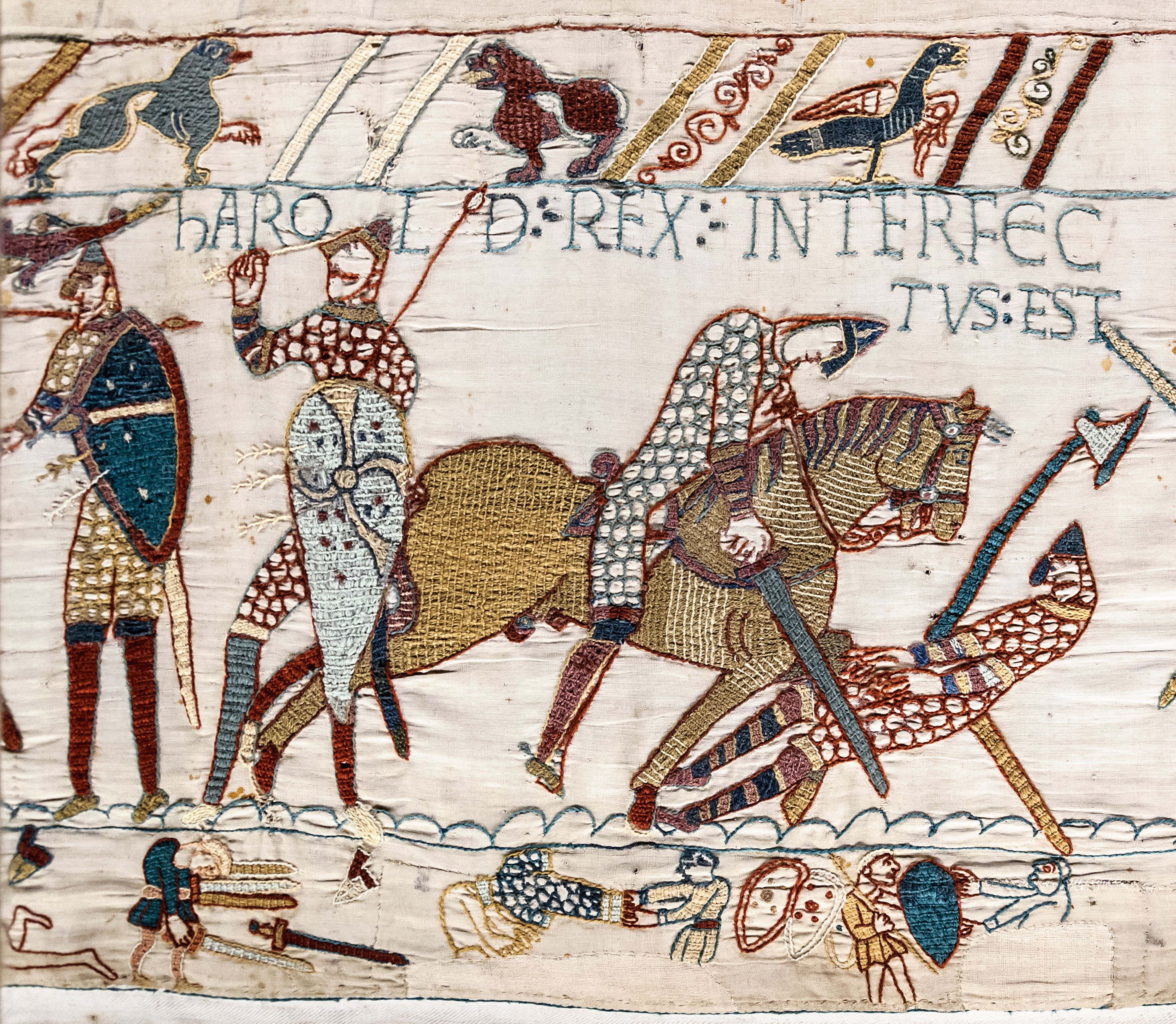
バイユーのタペストリー。画像はヘイスティングズの戦いにおけるイングランド王ハロルド2世の死の場面。この戦いに勝利したノルマンディー公ギヨーム2世がイングランド王ウィリアム1世になる。

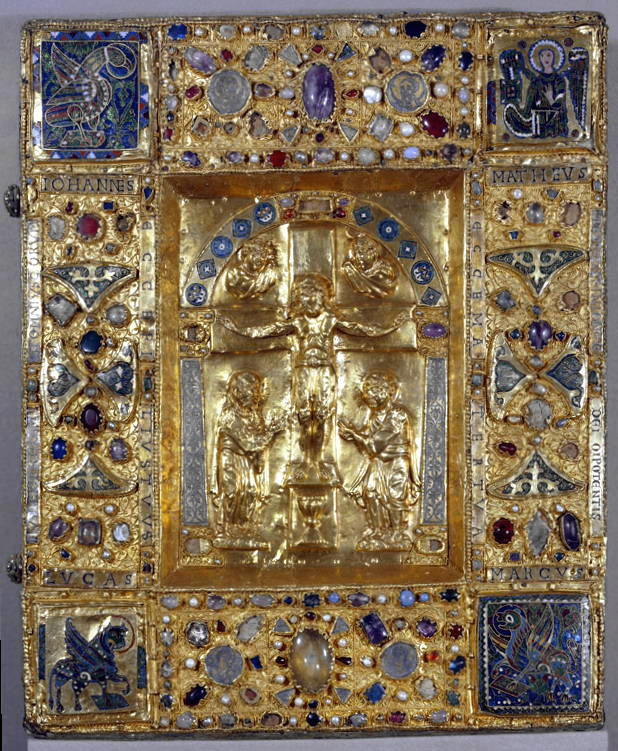
マーストリヒト大聖堂宝物室の写本外装。聖遺物崇敬の高まりとともにモザン美術と呼ばれるマース川流域の低地地方で生み出された金銀やエナメルの細工も巧緻なものとなった。この11世紀に造られた写本外装は現在はルーヴル美術館にある。

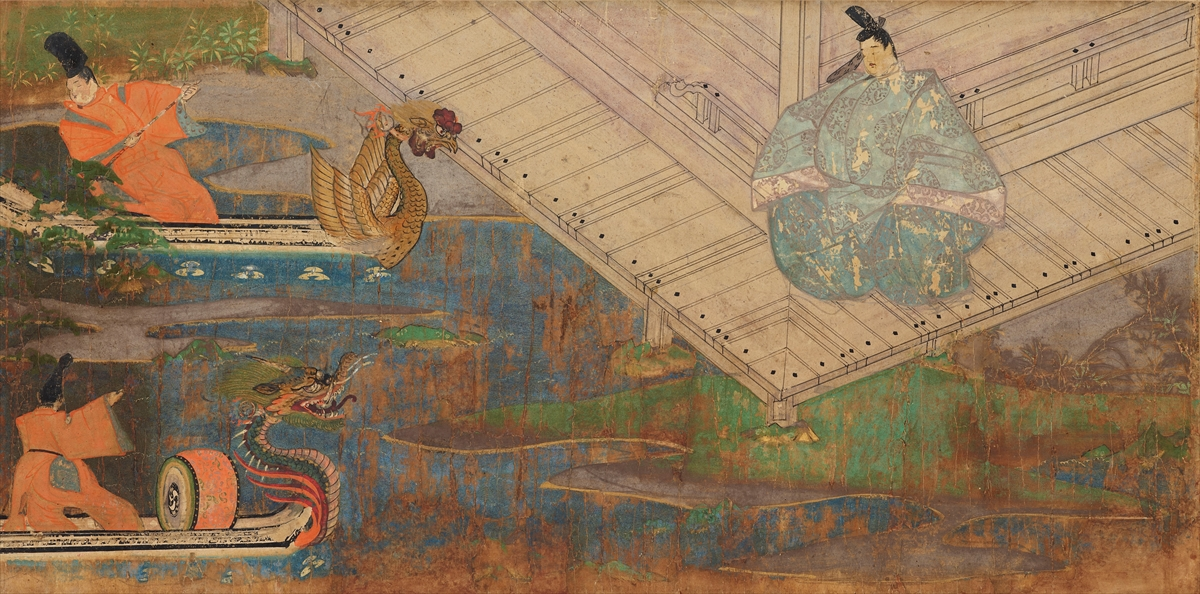
藤原道長。御堂関白とも通称された道長の時代に摂関政治は頂点に達した。画像は『紫式部日記』藤田家本第5段から1008年の一条天皇の土御門邸行幸に備え、新造の竜頭鷁首の船を検分する道長。

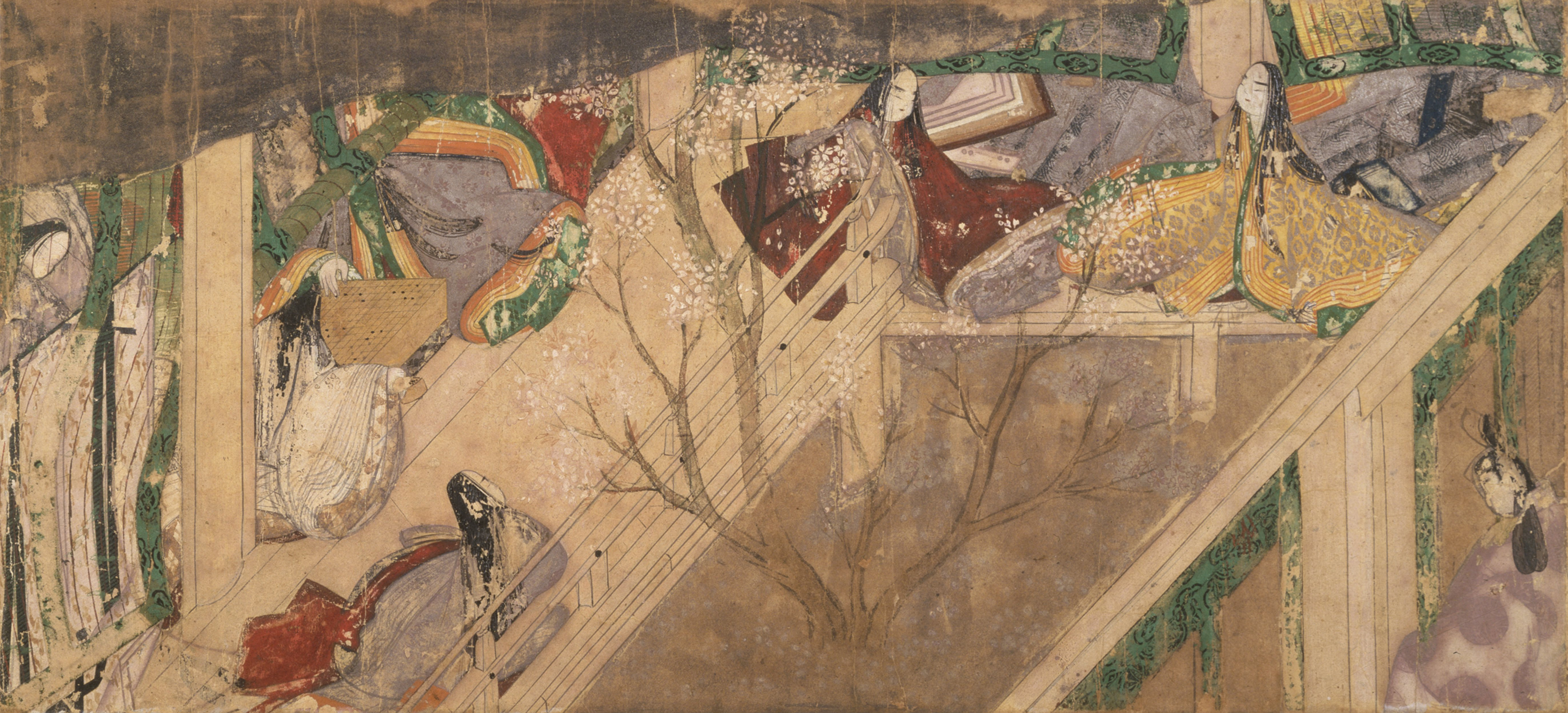
紫式部と『源氏物語』。かな文字の発達は日本独特の女流文学の発展を促した。画像は12世紀初頭に描かれた『源氏物語絵巻』「竹河」（徳川美術館蔵）。

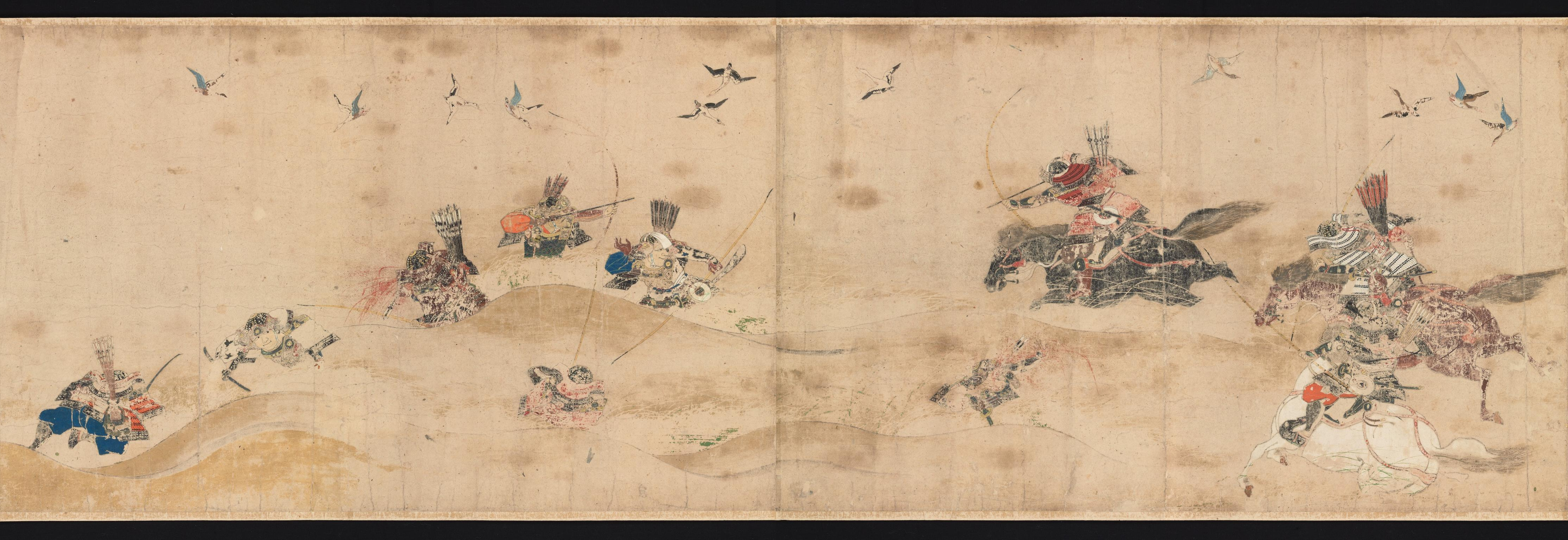
奥州の反乱。東北地方での大規模な反乱は摂関政治に馴れた都人を驚かした。画像は前九年の役に続く後三年の役を14世紀に描いた『後三年合戦絵詞』。武家の棟梁源義家が雁の列の乱れから敵の伏兵を見破った場面（東京国立博物館蔵）。

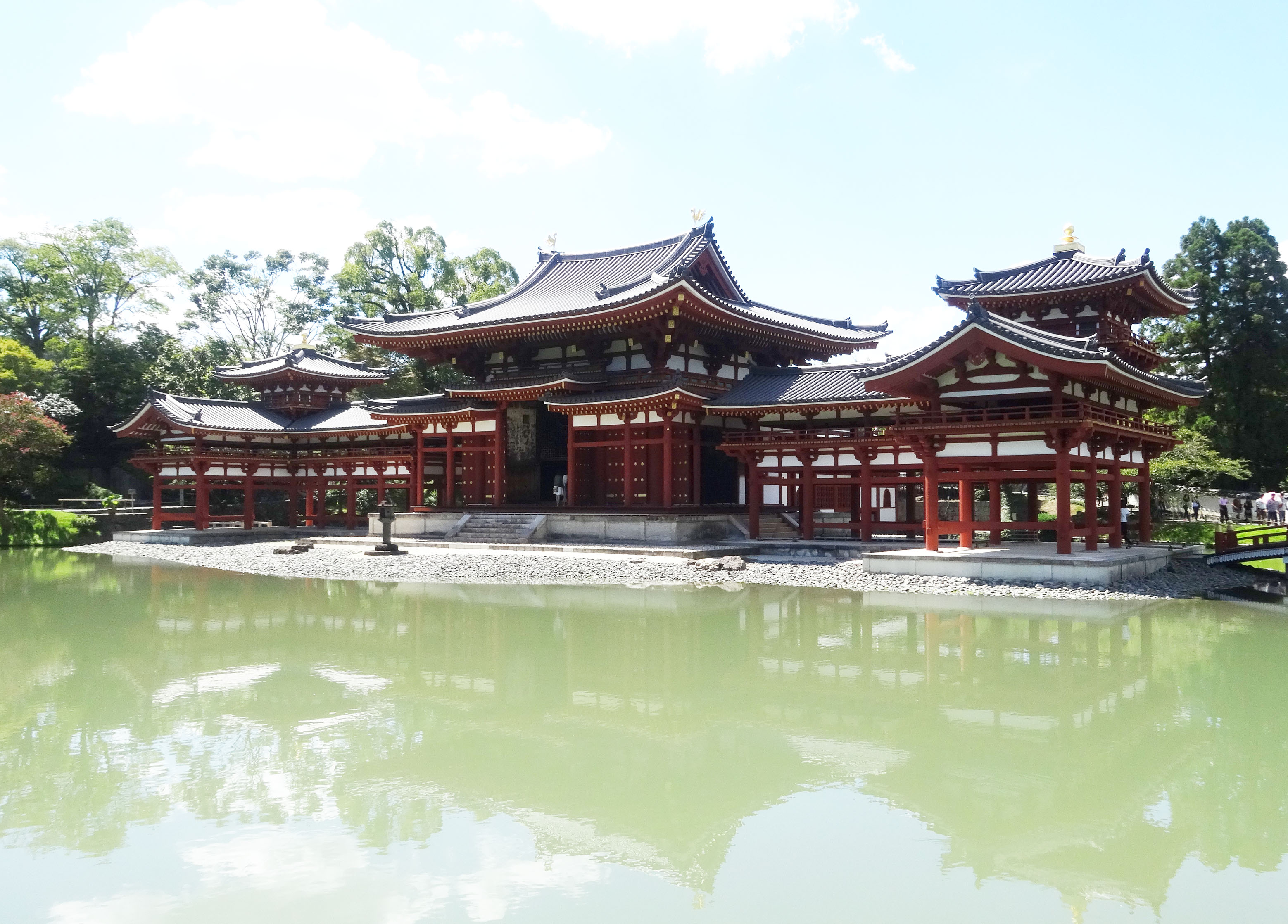
宇治の平等院鳳凰堂。末法思想の高まりとともに阿弥陀仏の極楽浄土に往生すること（浄土思想）が求められた。平等院は関白藤原頼通によって建てられたもので、中心の鳳凰堂には仏師定朝の手による阿弥陀仏が安置されている。

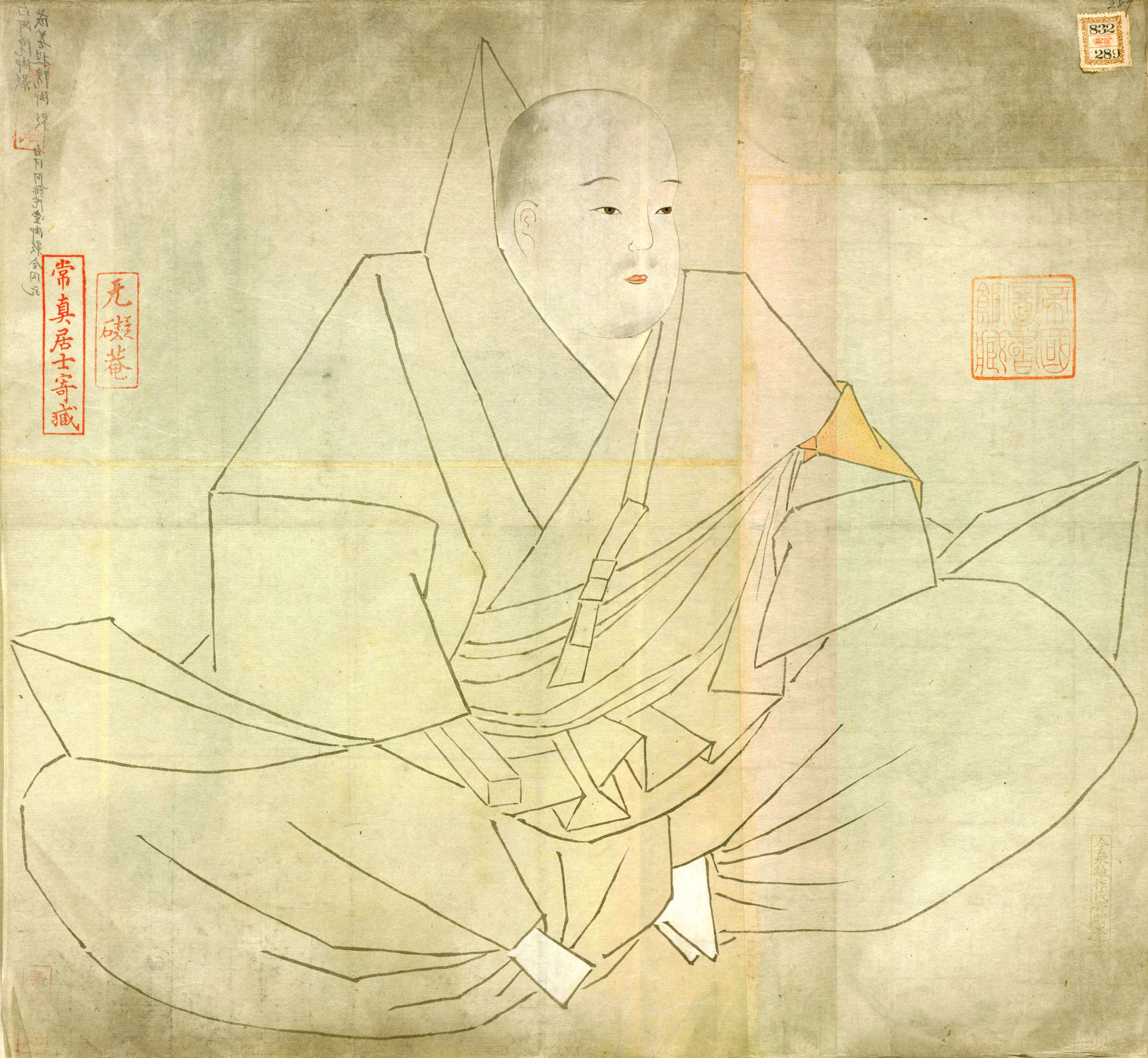
院政の出現。皇位継承の安定を図り、外戚勢力を抑制する狙いから天皇が退位してから「治天の君」として実権を握る院政が白河上皇（法皇）により始められた。画像は国立国会図書館所蔵の白河法皇の肖像画。

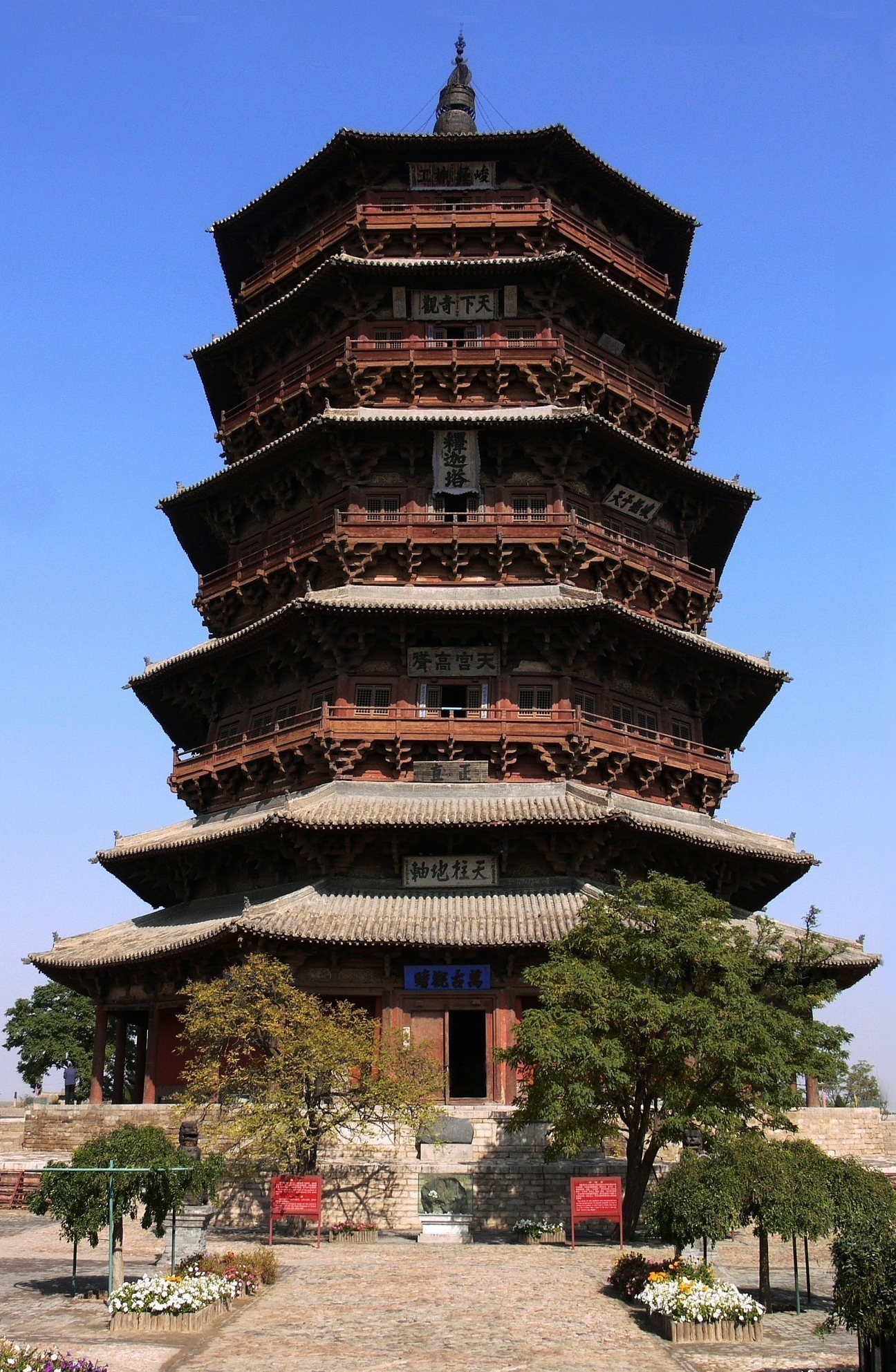
遼の応県木塔。山西省応県の仏宮寺釈迦塔のことで章聖皇太后の弟蕭孝穆により建立された中国最古の木造の塔とされる。

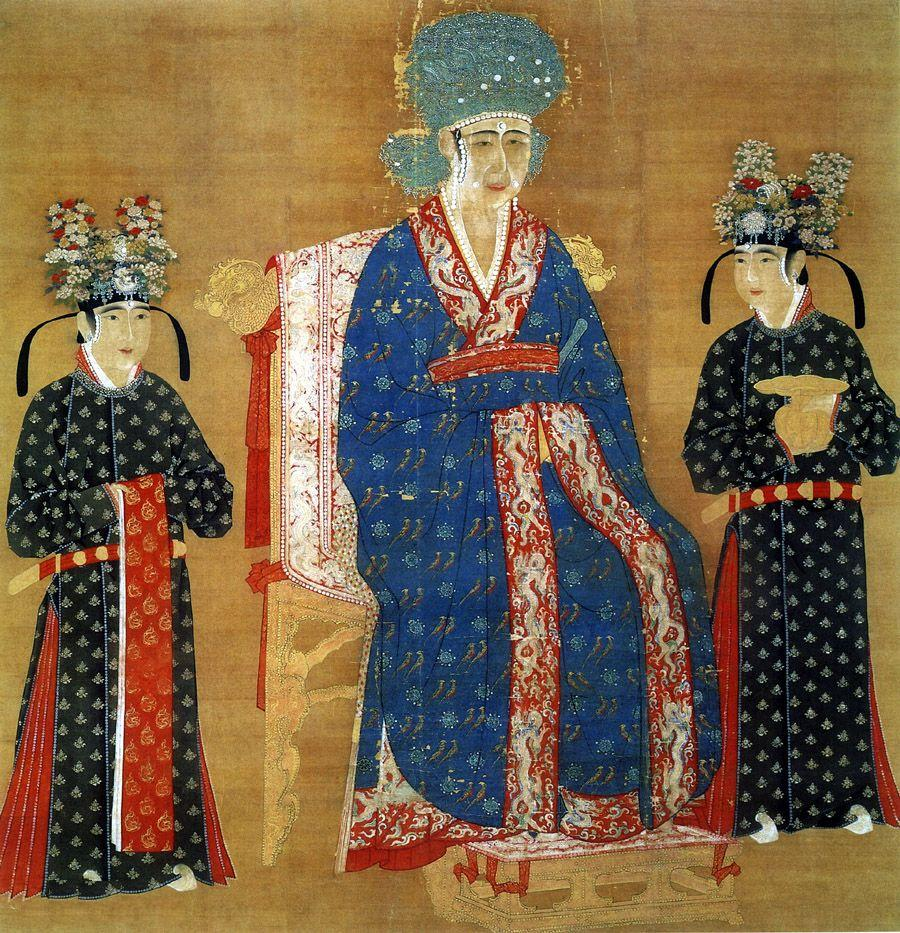
慶暦の治。4代皇帝仁宗の時期までに北宋は国制を整え、遼や西夏とは和平関係を結び、安定期を現出した。画像は仁宗の皇后曹氏（慈聖光献曹皇后）の肖像（台湾故宮博物院蔵）。

北宋の宰相・王安石。慢性的な財政難を克服するため神宗皇帝の熙寧年間に大改革を行った王安石だったが、司馬光らとの党争を惹起し、国内を混乱させることともなった。

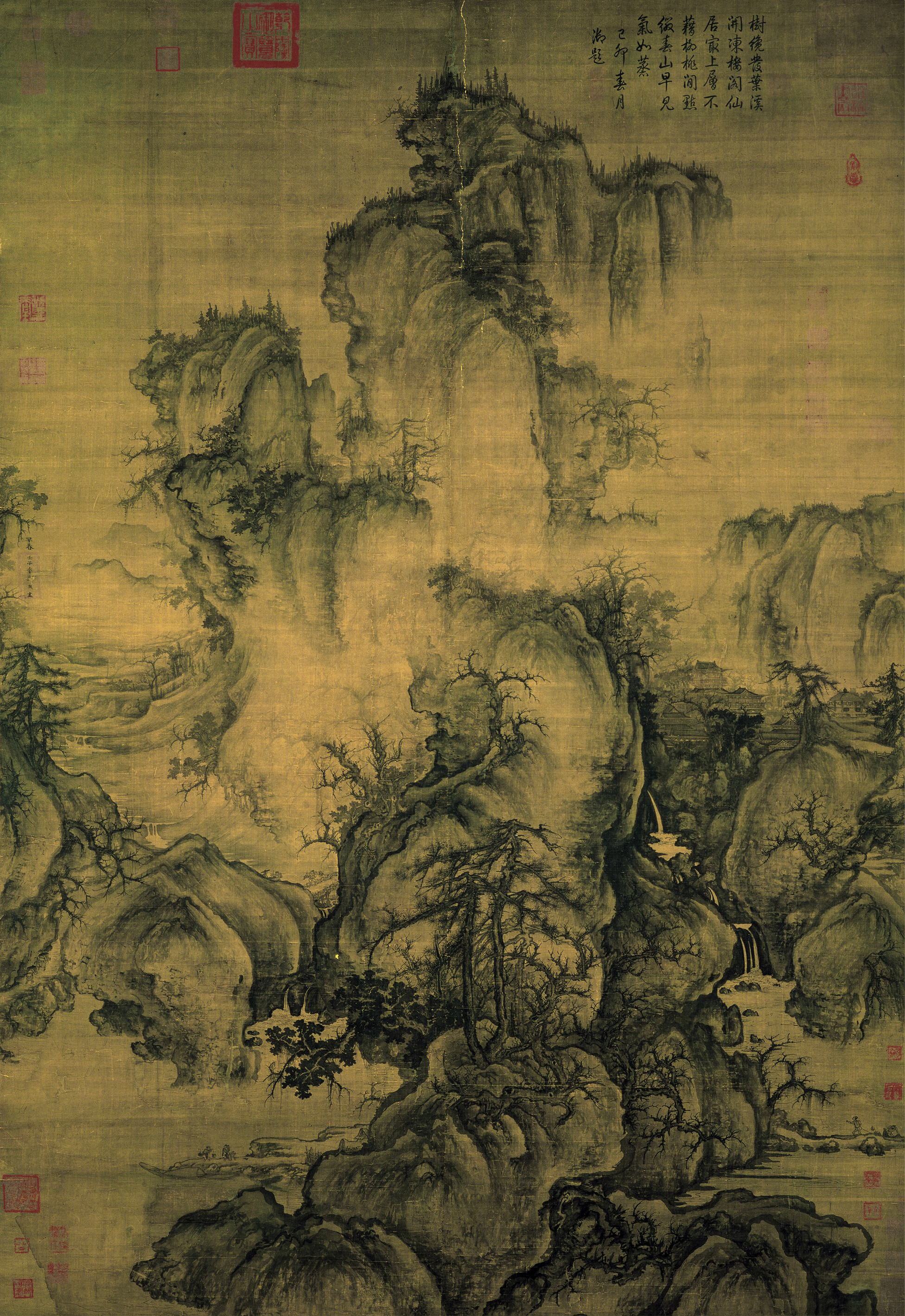
山水画の大成。唐末五代から著しい進展を見せた山水画は北宋の李成・范寛・郭煕らの名手により高い技術と深い精神性を得ることになった。画像は台北国立故宮博物院蔵の郭煕の「早春図」。

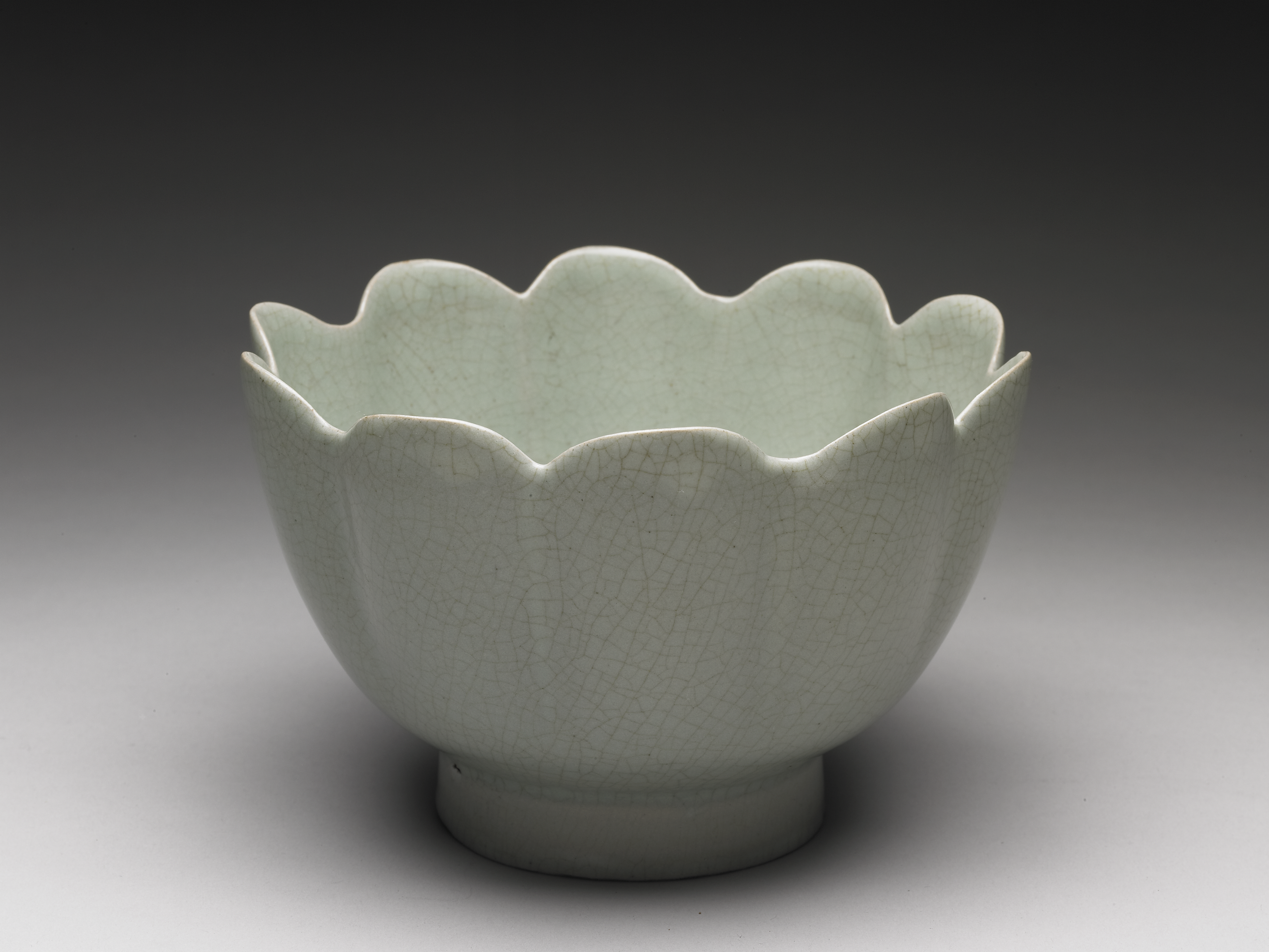
汝窯青磁。宋では透明感を持つ釉薬が開発されるとともに無駄を省いた簡素な形状の磁器が愛好された。特に河南省臨汝付近で焼かれた宮廷用の磁器は汝官窯と呼ばれ、「神品」と呼ばれるほどの質の高さを誇った。画像は台北国立故宮博物院所蔵の「北宋汝窯青磁蓮花式温碗」。

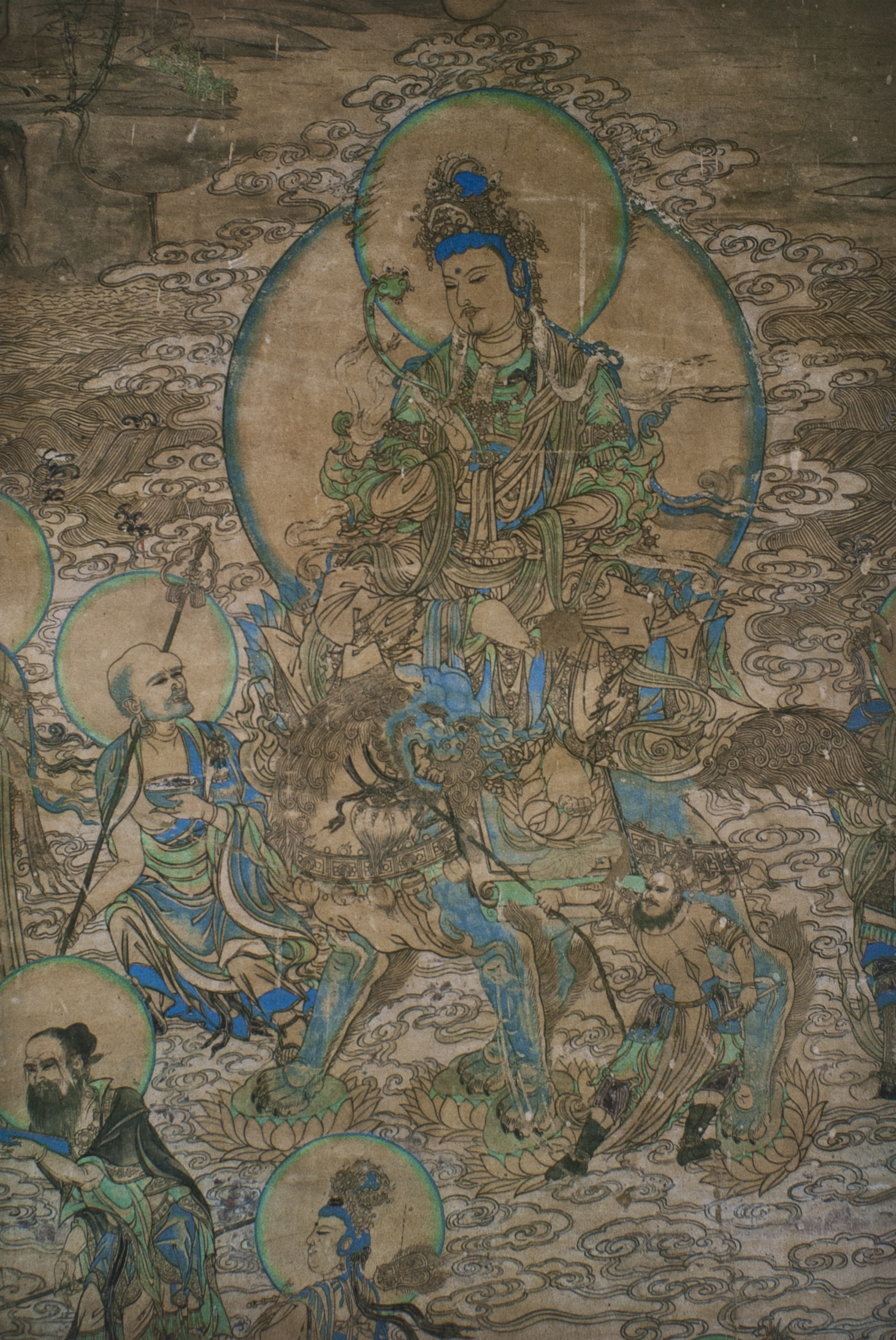
西夏時代の敦煌。画像は敦煌楡林窟第3窟壁画「文殊菩薩」。仏教信仰に熱心だった西夏支配の敦煌では最後の繁栄の時代を迎えていた。

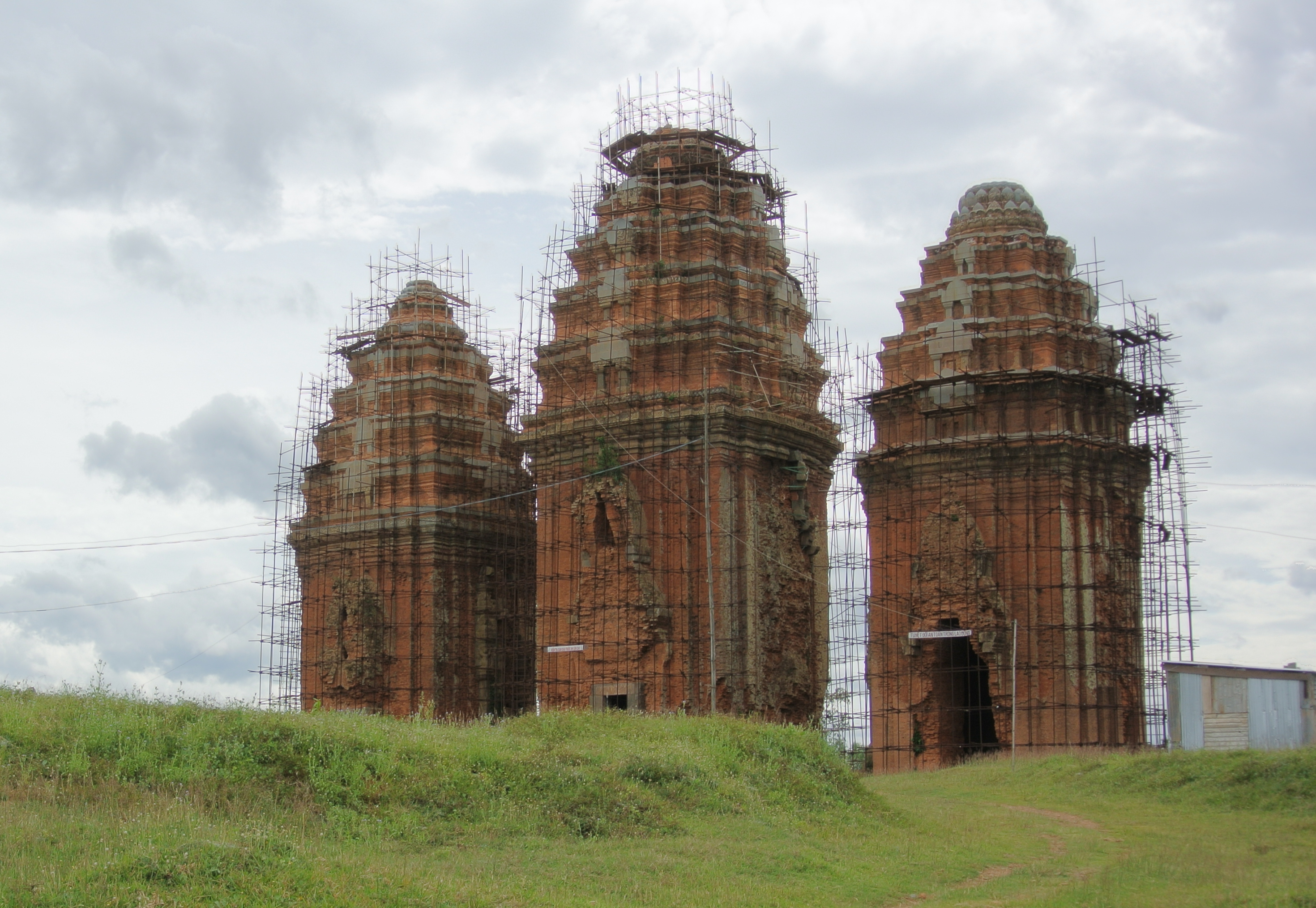
チャンパ王国の発展。11世紀初頭にヴィジャヤに遷都した王国はこの地に独特の文化を花開かせた。画像はビンディン省タイソン県にあるズオン・ロン塔で「象牙の塔」の名でも知られている。

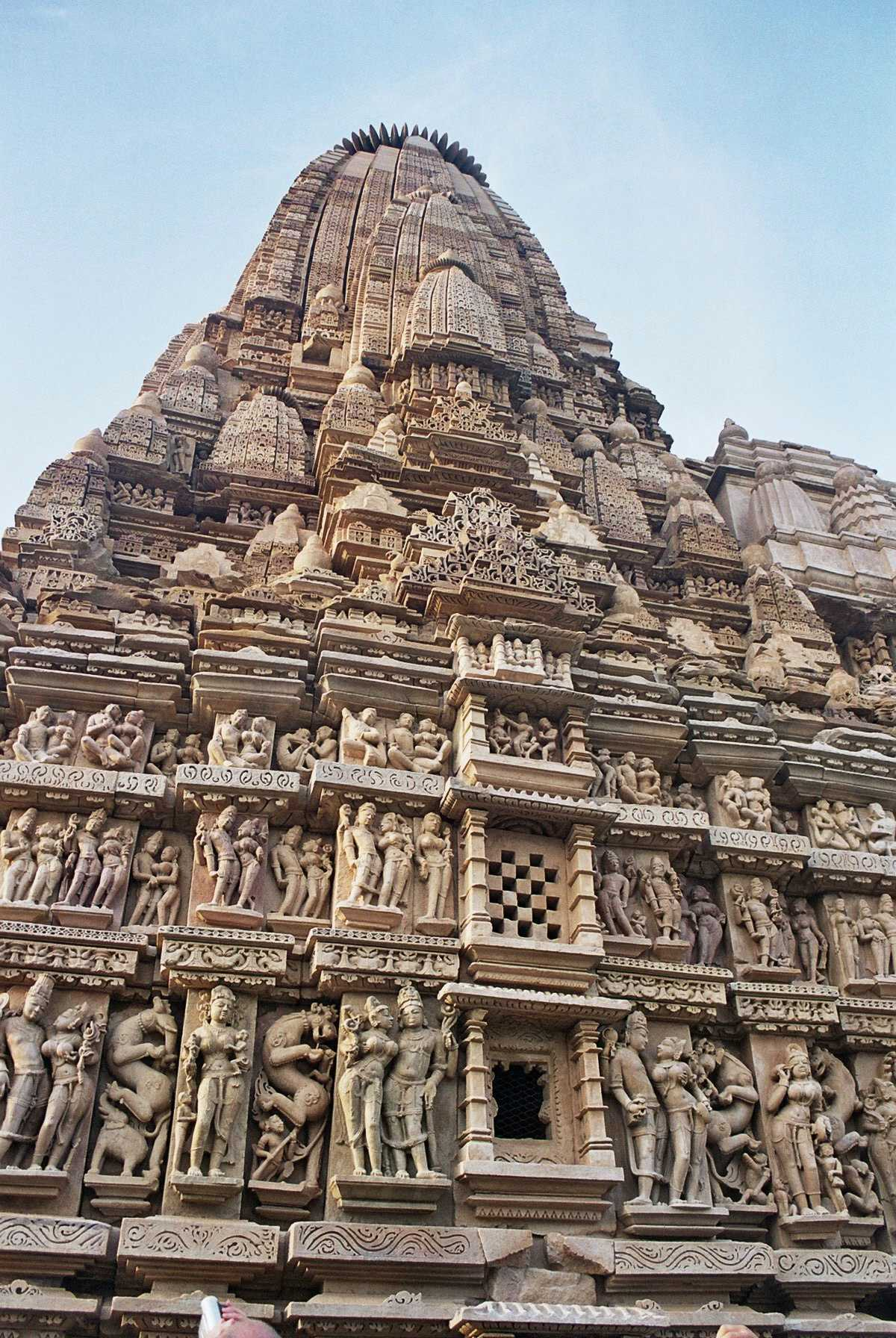
カジュラーホーのパールシュバナータ寺院の塔（シカラ）。チャンデーラ朝のダンガ王と続く歴代の王によって建立された。

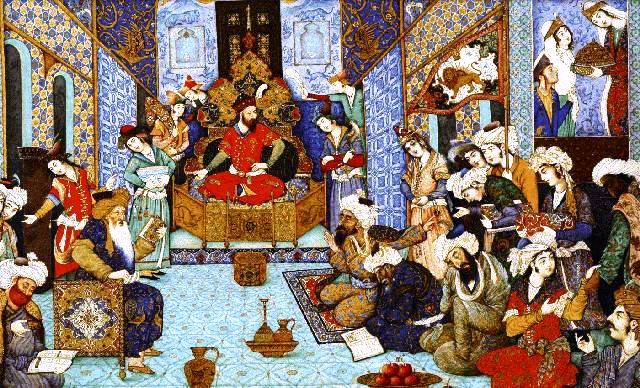
イスラム教徒のインド進出。トルコ系のガズナ朝を皮切りにイスラム教徒はインド土着の勢力を圧倒し支配を拡大していった。画像はプラティハーラ朝を滅ぼしたガズナ朝の君主マフムードの宮廷。

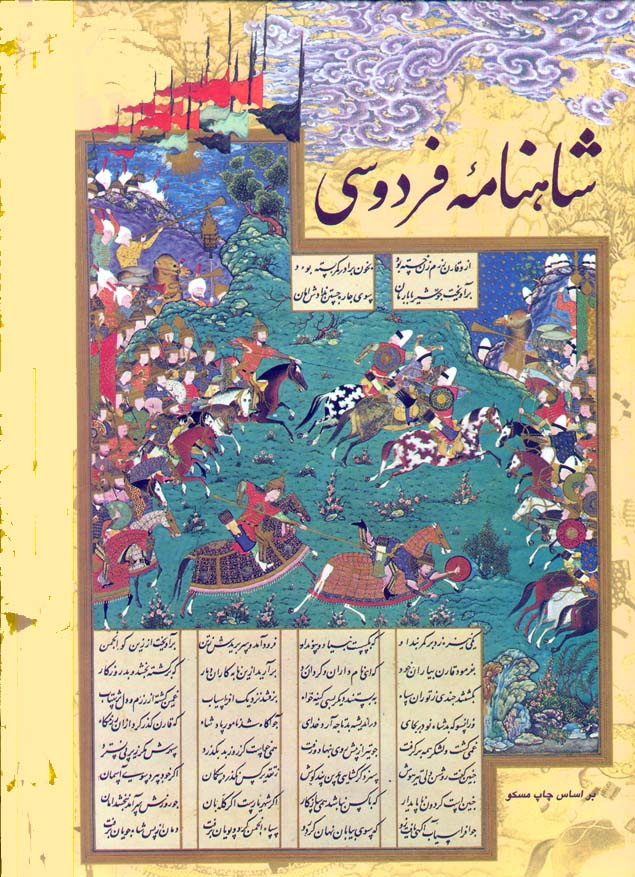
『シャー・ナーメ（王書）』。11世紀初めにフェルドウスィーによってまとめられた長大なペルシア民族叙事詩。画像はサファヴィー朝時代の『シャー・ナーメ』の写本。

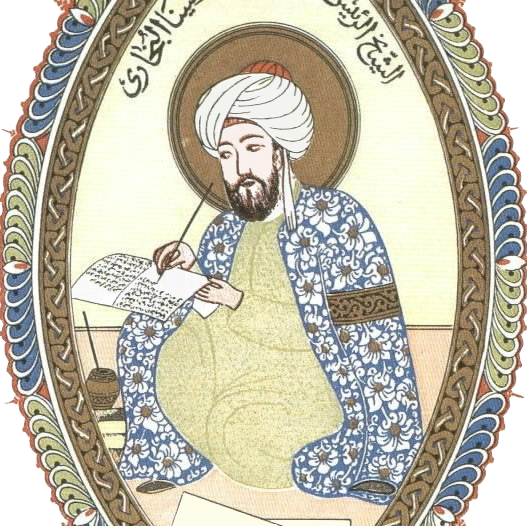
イブン・スィーナー。『医学典範』を著した博学な医師であると同時に東方イスラム世界を代表する哲学者としても多くの仕事を残した。

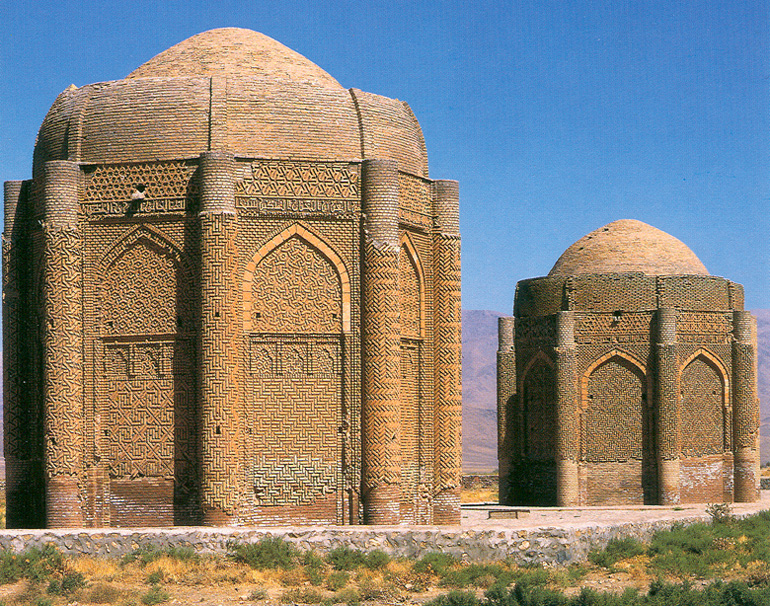
「ハラガーン双子塔」。1067年に建てられたこの建築は、セルジューク朝の二人の王子の墓廟であり、二つの塔にわかれているのでこの名がある。この塔のあるガズヴィーンはイランのカスピ海南岸の街で、近郊には「暗殺教団」ニザール派のアラムート要塞もある。

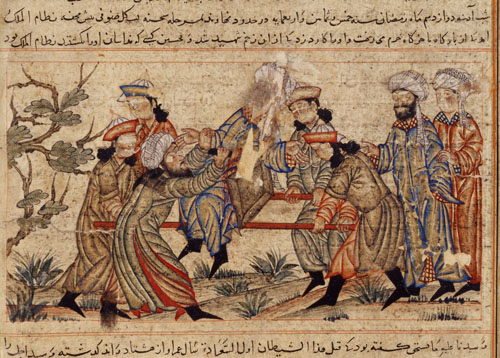
ニザームルムルク暗殺。セルジューク朝の君主マリク・シャーに仕え、宰相として善政を行い『統治の書』の執筆でも知られるが、最後は宮廷の内紛に巻き込まれ暗殺された。画像は『集史』の写本の挿絵。

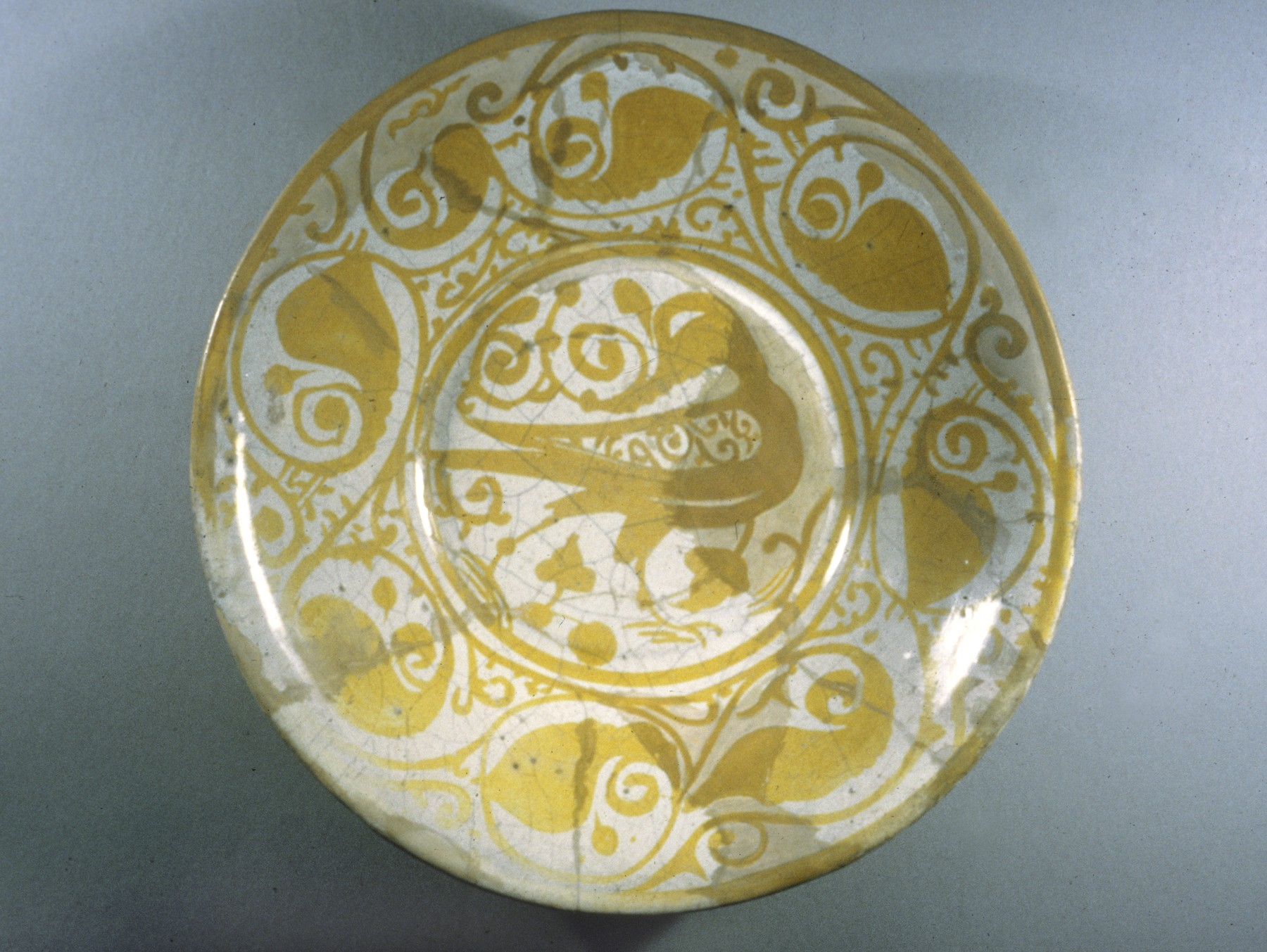
商業都市フスタート。ファーティマ朝の政治的な首都はカイロであったが、その近郊にあったフスタートが商工業の中心地であり貿易の中心地でもあった。画像はフスタートの工房で造られたラスター彩陶器で独特な色彩と光沢が特徴的である（メリーランド州ボルチモアのウォルターズ美術館蔵）。

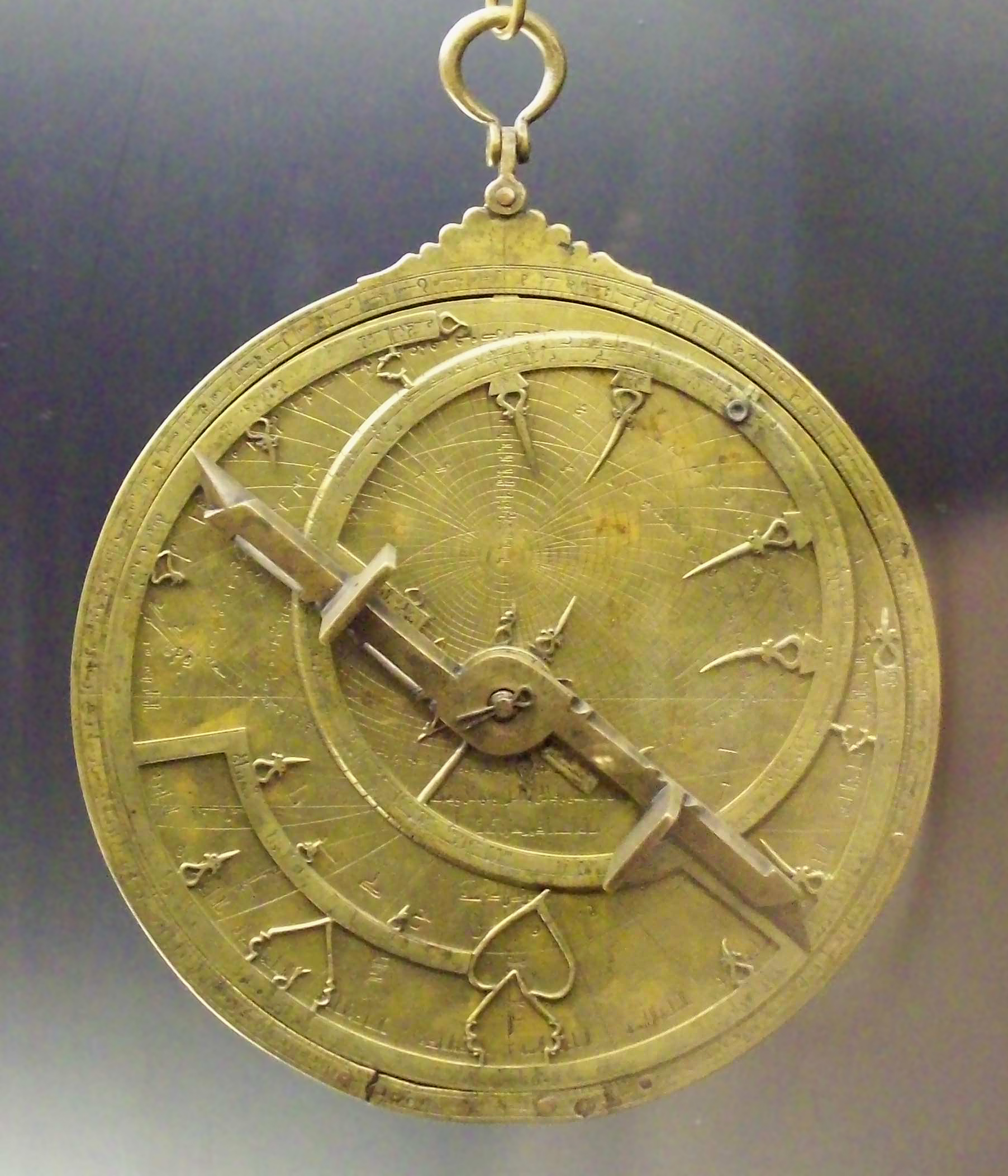
イスラム天文学。9世紀から始まったイスラム科学の興隆は10世紀から11世紀に一つの頂点を迎えた。画像はイベリア半島で作成された1067年の記名がある「アル・サーリのアストロラーベ」（スペイン国立考古学博物館蔵）。

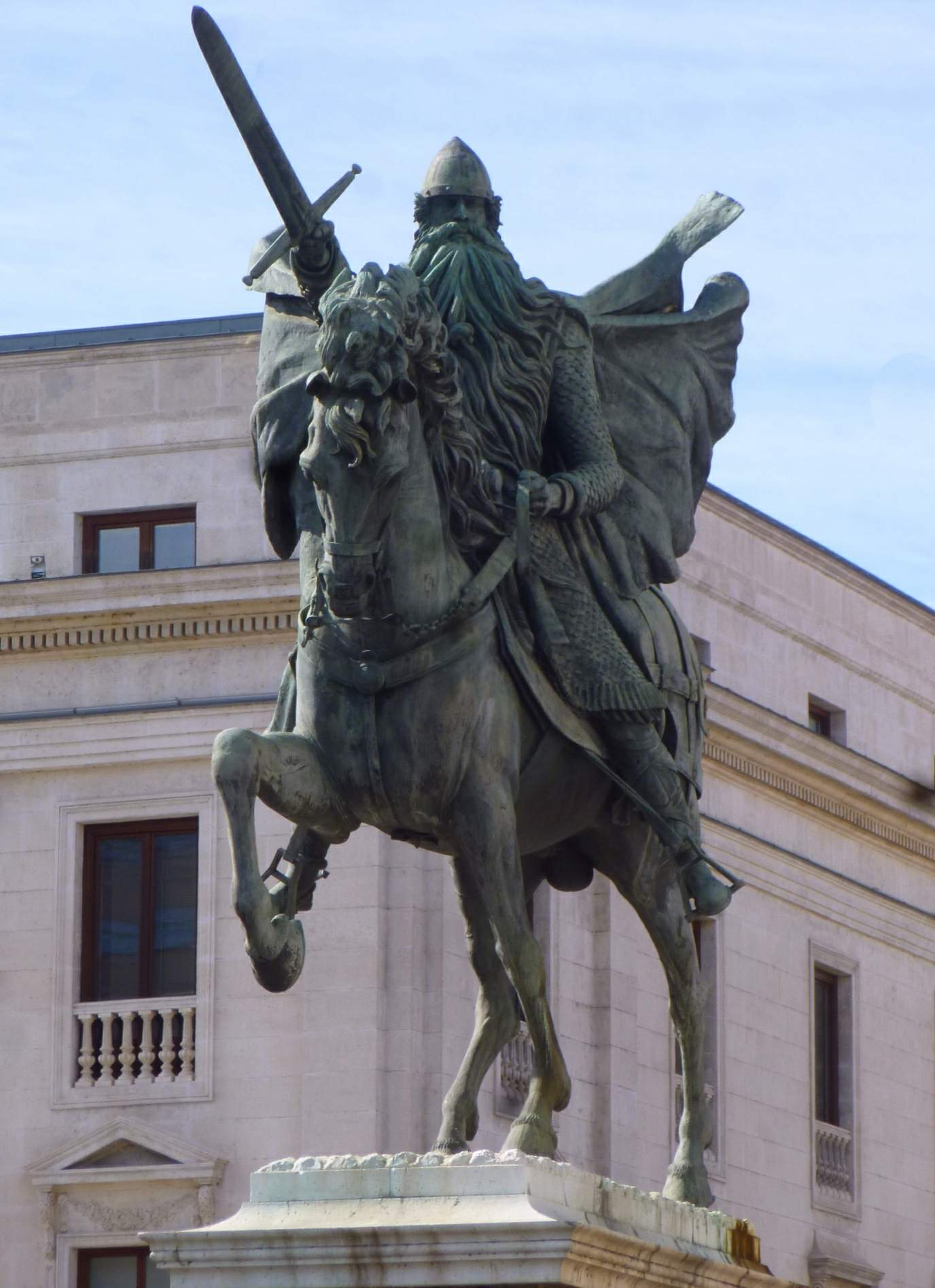
エル・シッド。バレンシアの征服でレコンキスタの時代を代表する英雄ではあるが、カスティーリャ王アルフォンソ6世との確執など波乱に富んだ一生を送った。画像はエル・シッドの故郷ビバールにほど近いブルゴスに建てられたエル・シッドの銅像。

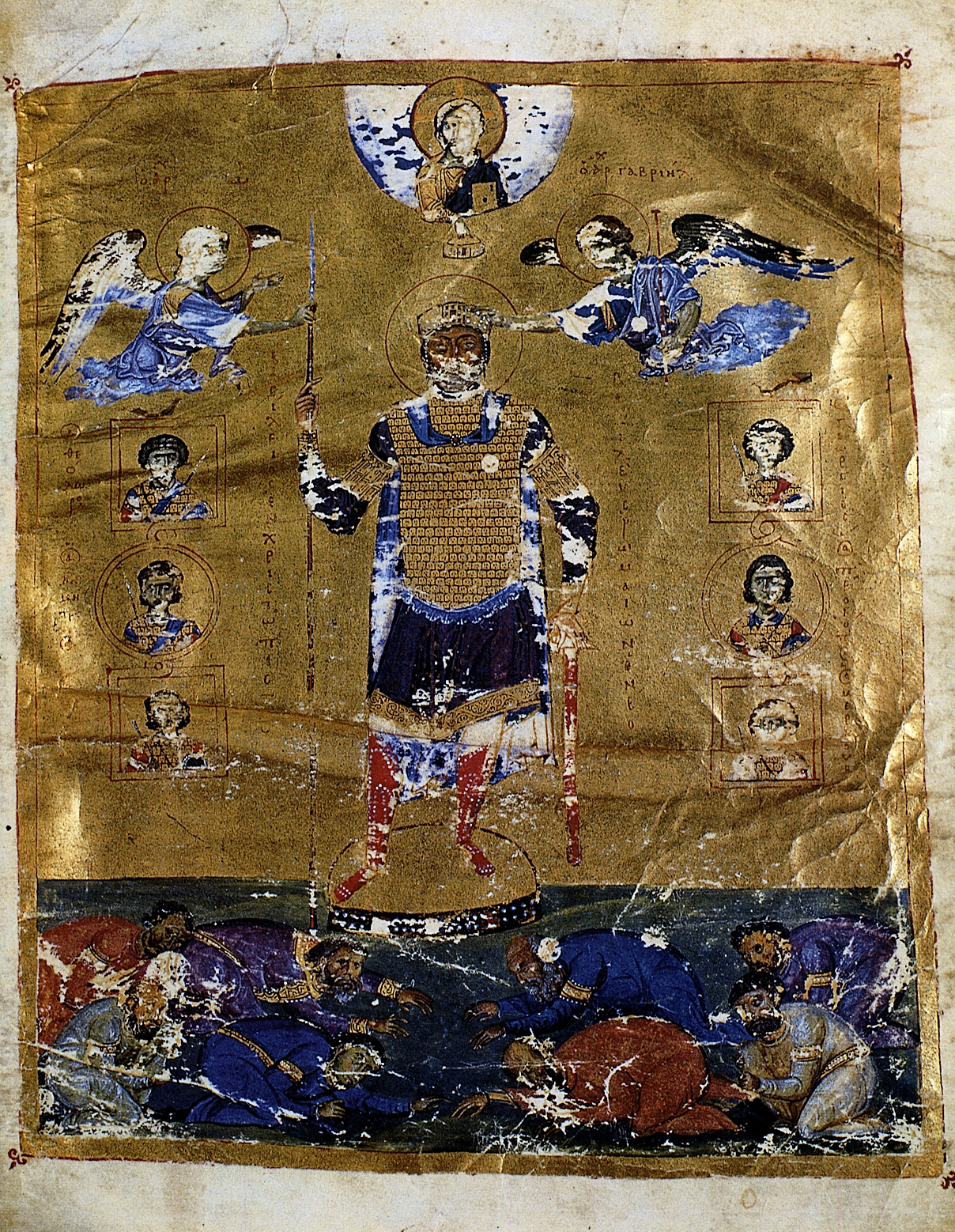
ブルガロクトノス（ブルガリア人殺し）。この別名で知られる皇帝バシレイオス2世のもとで東ローマ帝国はブルガリア人を制圧しバルカン半島の覇者に返り咲いた。画像は『バシレイオス2世の詩編』。

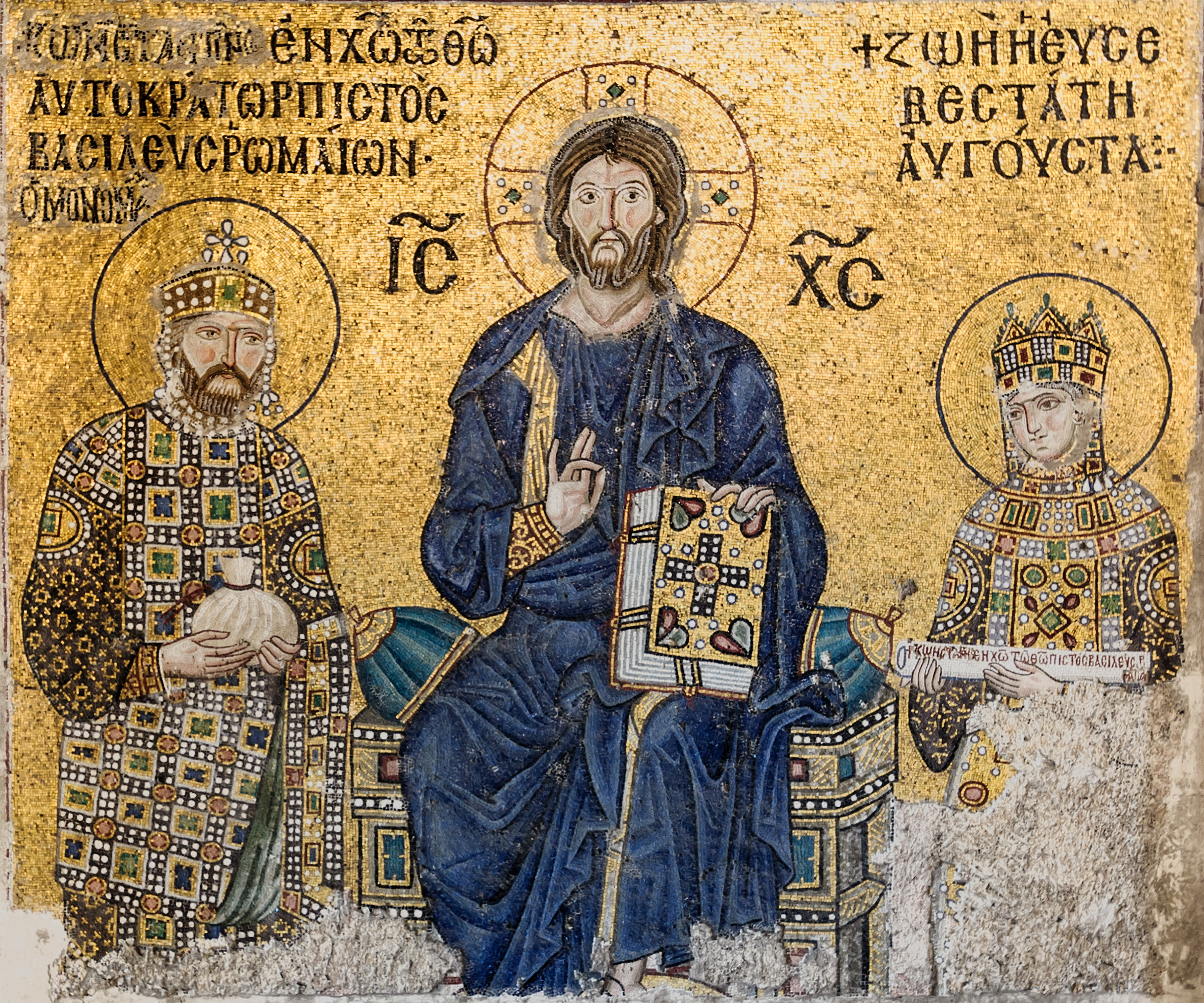
転換期に立つ東ローマ帝国。マケドニア朝の血統はゾエとテオドラの二人の皇女の配偶者をめぐって錯綜した。画像はハギア・ソフィア大聖堂内のモザイク画で、中央のキリストを挟んで、皇后となったゾエとその夫君である東ローマ皇帝コンスタンティノス9世の肖像。この皇帝の時代に東西教会分裂につながる相互破門事件が発生している。

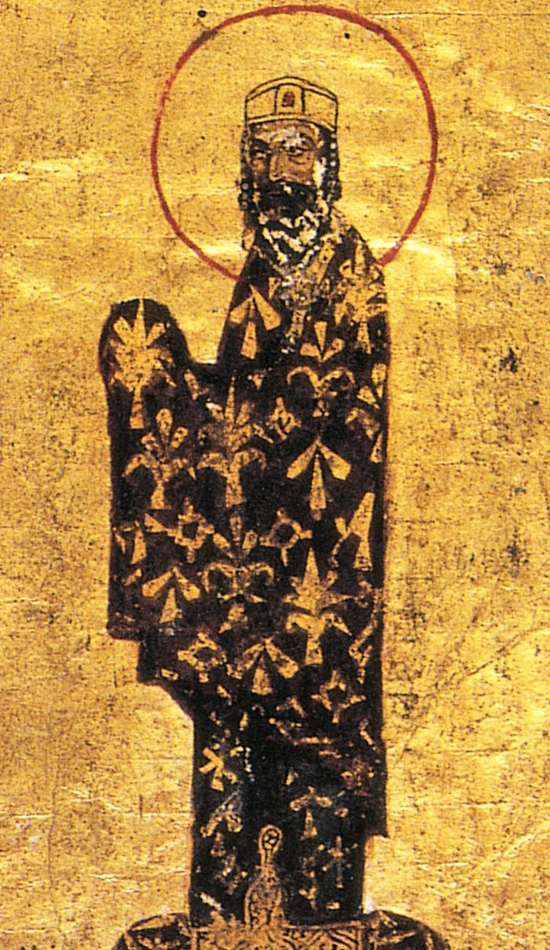
東ローマ皇帝アレクシオス1世の戦略。混迷の帝国にあって軍事貴族から身を起こし、帝位に就いたのがアレクシオス1世である。ノルマン人やクマン人といった外敵を互いに競わせ、或いは懐柔する巧みな外交手腕を駆使したことで有名である。しかしセルジューク族を排除するため西欧諸国から援軍を募ろうとして大きな誤算を生むのである。

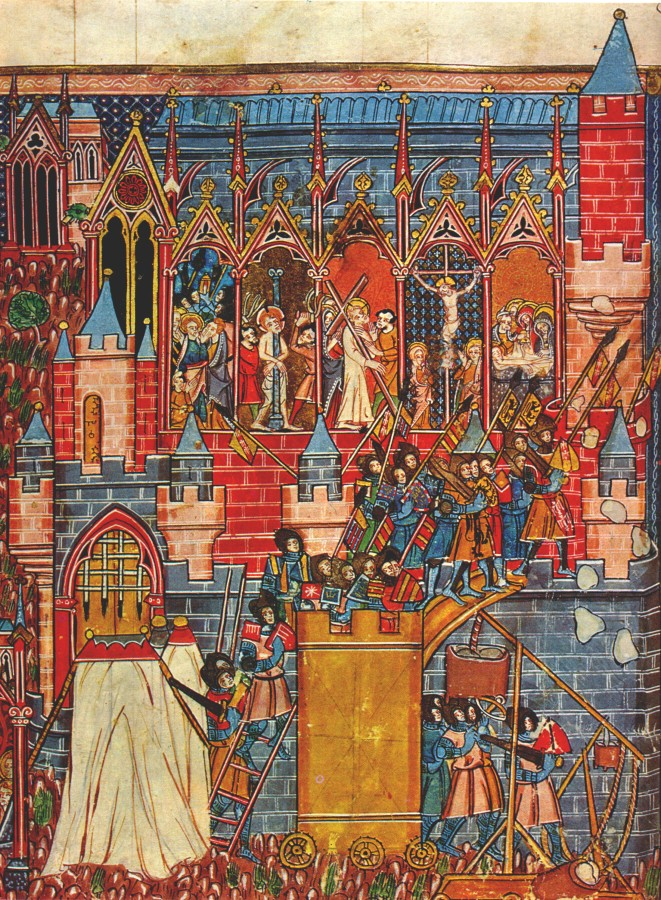
第1回十字軍。西ヨーロッパのキリスト教徒は血みどろの戦いにより聖地エルサレムをイスラム勢力から奪還した。画像は13世紀に描かれたエルサレム攻囲戦の細密画。

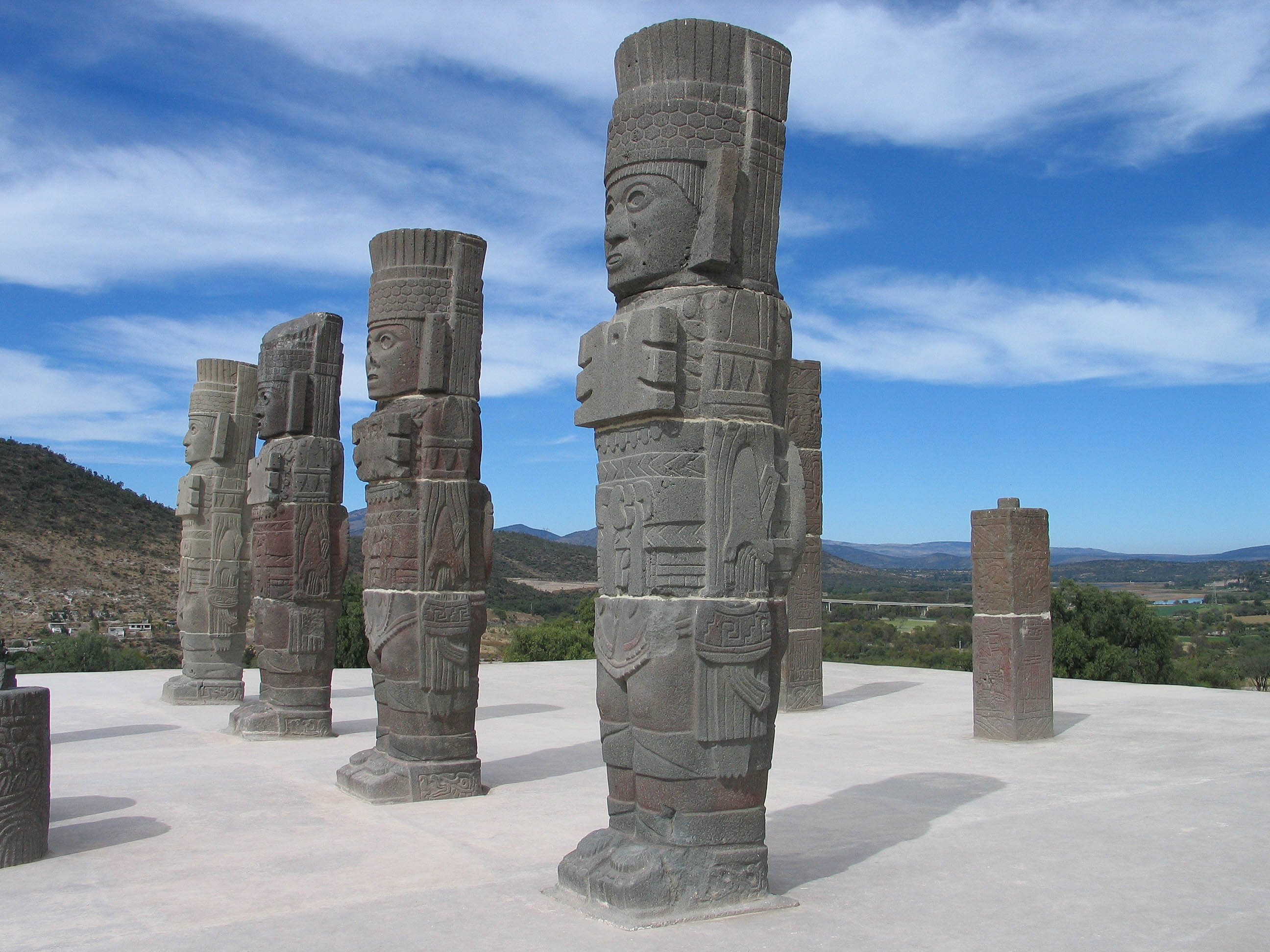
トゥーラ・シココティトラン。10世紀から11世紀に栄えたメキシコの後古典期の遺跡で、伝承ではトルテカ帝国の都だとされている。

11世紀（じゅういちせいき、じゅういっせいき）とは、西暦1001年から西暦1100年までの100年間を指す世紀。2千年紀における最初の世紀である。

## 11世紀の歴史

### イスラム圏
11世紀は、西アジアでトルコ系のイスラム王朝のガズニ朝やセルジューク朝の台頭が著しく、前者は北インドに侵入しインドのイスラム化の契機をつくり、後者は東ローマ帝国を打ち破って、小アジアにまで勢力を伸ばした。北アフリカのモロッコ近辺ではムラービト朝などベルベル人のイスラム王朝の台頭が始まって、レコンキスタを停滞させる一方、サハラ交易で繁栄したガーナ王国を滅ぼした。

### ヨーロッパ
東ヨーロッパでは東ローマ帝国が第一次ブルガリア帝国を征服してバルカン半島全土を回復して最盛期を迎えるが、11世紀後半に入ると衰退に転じ、国内の反乱やセルジューク朝、ノルマン人などの外敵に悩まされることになる。西ヨーロッパでは教皇権が伸長する一方、東西教会の分裂が起こっている。また、東ローマ帝国皇帝アレクシオス1世コムネノスが教皇ウルバヌス2世に救援を依頼したことが発端で、十字軍の遠征が開始された。

### 東アジア・東南アジア
東南アジア、南インドでは、1025年を境にシュリーヴィジャヤ王国が衰退し、チョーラ朝、クディリ王国が全盛を極めた。東アジアでは、北宋の経済的繁栄は続くものの、遼や西夏への歳幣の負担と社会的格差の進行が重くのしかかり、王安石の改革が始まった。

#### 日本
日本では平安時代中期から後期の初めにあたる。院政の開始以降を中世に区分する場合がある。11世紀の前半から中葉にかけては、藤原北家による摂関政治が全盛を極めたが、地方では国司苛政上訴が行なわれ、小領主の有力武士が台頭していた。名目的な寄進荘園に課税するなど税の公平さを保つために荘園整理令が行なわれたが、反面ここで公認された荘園はそれまでの公田の中に税の取得権が荘園領主にある農地が散在した形態から一円領域化してまとまった経営領域と化し、国衙に納税する公領と対等の権利主体としての地位を獲得する。ここで荘園と公領の領域などを巡る武力紛争が多発する事態となり、双方の現地管理人として武力紛争への対応能力のある武士が任命されることが多くなり、武士の在地領主化が進行した。11世紀の後半になると藤原氏の力が及ばない後三条天皇の親政が契機となり、院政がはじまった。院政は受領が紛争当事者となることで調停不能になった荘園公領間の紛争の調停者として権力を高め、また院自らも荘園領主として広大な荘園を集積した。こうして荘園と公領が併存して地方社会の統治単位となる荘園公領制はこの院政期を通じて発展していくことになる。

## できごと
- 東ローマ帝国の全盛期。
- セルジューク朝トルコの成立と拡張、東ローマ帝国の衰退始まる。
- 東西教会の分裂と西方での教皇権の全盛。
- 十字軍遠征の開始。
- ノルマン人の勢力拡大続く。
- 北インドにガズニ朝侵攻、以後北インドイスラム化へ。南インドのチョーラ朝の全盛。
- 北アフリカのムラービト朝台頭。
- 日本では院政の開始。荘園整理令。
- 英語圏最古の大学であるオックスフォード大学創立。

### 1000年代
- 1001年
  - ペシャワールの戦い（英語版）。
    - ガズナ朝のマフムードがヒンドゥー・シャヒ朝のジャヤパラを倒し、ペシャワールとガンダーラを制圧する。

  - 北宋が成都府路・梓州路・夔州路・利州路を統合して川峡四路（四川路）を設置、これが四川の名称の始まり。
- 1002年
  - イングランド王エゼルレッド2世無思慮王が国内のデーン人を虐殺。
- 1003年
  - 寂照が北宋に渡り皇帝真宗から紫衣と円通大師の号を賜与される。
- 1004年
  - 澶淵の盟。
  - 江西省昌南鎮が皇帝真宗の命により景徳鎮と改名する。
- 1005年
  - ファーティマ朝カリフのハーキムがカイロに「知恵の家（ダール・アル・イルム）」を設置。
- 1006年
  - おおかみ座に超新星（SN 1006）出現。
    - 明るさは太陽と月を除いて史上最高の-9等級と推定される。後世で藤原定家が『明月記』に記録した他に各国で記録あり。

  - 高麗の論山灌燭寺弥勒菩薩立像（朝鮮語版）（恩津弥勒）が完成する（968年 - ）。
  - カラハン朝のユースフ・カディル・ハンが仏教王国ホータン（于闐）を占領する。
  - ズィヤール朝君主カーブース・ブン・ワシュムギールの命によりゴンバデ・カーブースが建設される。
- 1007年
  - 藤原道長が大和金峯山に埋経をする（金峰山経塚）。
  - 神聖ローマ皇帝ハインリヒ2世がバンベルク司教座を設置し、大聖堂を建設する。
  - ハンマード朝の君主ハンマード・イブン・ブルッギン（英語版）がベニ・ハンマードの城塞を建設する。
- 1008年
  - 北宋皇帝真宗が泰山で封禅の儀を行う。
  - バグラト3世がグルジア王国を統一する。
    - この王のもとで都クタイシのバグラティ大聖堂が建設される。

  - 最古の完全体ヘブライ語聖書である「レニングラード写本」が作成される。
  - 『紫式部日記』で言及される紫式部『源氏物語』の最古の記事（寛弘5年11月1日）。
- 1009年
  - ベトナムにて李公蘊が李朝を建てる。
    - 翌年には都を華閭（ホアルー）から昇龍（タンロン、現ハノイ）に遷す。

  - ファーティマ朝カリフのハーキムの命令でエルサレムの聖墳墓教会が破壊される。

### 1010年代
- 1010年
  - フェルドウスィーによるイラン最大の民族叙事詩『シャー・ナーメ』が完成する。
- 1011年 - 一条天皇が譲位し三条天皇が即位する。
- 1012年
  - 宋の皇帝真宗の命で福建省で栽培されていた占城稲（占城米）を江南各地に移植する。
  - ロムアルド（英語版）によりアペニン山脈にカマルドリ（英語版）修道院が創建される。
- 1013年
  - デンマーク王スヴェン1世（双叉髭王）がエゼルレッド2世に勝利してイングランド王になる。
  - チョーラ朝のラージャラージャ1世が北宋に最初の使者を送る。
- 1014年
  - クロンターフの戦いで、アイルランド上王ブライアン・ボルがヴァイキングを破り、これ以降アイルランドへの侵入が収束する。
  - クレディオン峠の戦いで、東ローマ皇帝バシレイオス2世がブルガリア皇帝サムイルに勝利。
- 1015年 - キエフ大公ウラジーミル1世死去。その息子スヴャトポルク1世が兄弟のボリスとグレブを殺害して大公となる。
- 1016年
  - ジャワのクディリ王ダルマヴァンシャが娘の結婚式に乗じて襲来した地方領主ウラウリに殺害される。
    - ワトゥガル宮殿が破壊され、クディリ朝は一時断絶（大破局（プララヤ（Pralaya））。

  - ノヴゴロド公ヤロスラフ1世が兄弟のスヴャトポルクを倒しキエフ大公となる。
    - この時期にスラブ民族最古の法典である『ルースカヤ・プラウダ』の「ヤロスラフ法典」が編纂される。

  - デンマーク王子クヌーズ（クヌート）がイングランド王に即位
  - 三条天皇が譲位し後一条天皇が即位。外祖父の藤原道長が摂政となる。
- 1017年
  - チョーラ朝のラージェンドラ1世がシュリーヴィジャヤ征討の艦隊を派遣。
    - その途中でチョーラ朝はスリランカ島に上陸して都のアヌラーダプラほか島の大部分を征服。
    - シンハラ人は首都をアヌラーダプラからポロンナルワに遷都し、以後ここに多くの仏教建築がなされる。

  - カラハン朝のアフマド・トゥガン・ハンが天山ウイグル王国を撃退しトルファンまで進軍。
  - 藤原道長が摂政と氏長者を嫡男の頼通に譲る。敦明親王が自ら東宮辞退を申し出る（小一条院）。
- 1018年
  - ダンカン1世がストラスクライド王国（英語版）の王位を継承し、スコットランドのほぼ全域を支配。
  - バシレイオス2世が第1次ブルガリア帝国を滅ぼし、東ローマ帝国がバルカン半島のほぼ全域を奪回。
  - ガズニ朝のマフムードがインド遠征でカナウジとマトゥラーを占領しプラティハーラ朝を滅ぼす。
    - イスラーム教徒の大規模なインド征服により、この時期よりロマの西方への集団移住が始まる。

  - 藤原道長の娘威子が後一条天皇の后となり、祝宴にて「望月の歌」が詠まれる。
  - 遼の陳国公主がこの年に亡くなり内モンゴル通遼市の陳国公主墓（中国語版）に葬られる。
- 1019年
  - 刀伊の入寇。
  - ダルマヴァンシャ王の娘婿アイルランガがプランタス川河口にてクディリ朝（イサナ朝）を復興する。

### 1020年代
- 1020年
  - 遼と高麗が和平を結び、高麗は遼の服属国となる。
  - 司教ベルンヴァルトによりヒルデスハイムの聖マリア大聖堂と聖ミカエル聖堂が建立される。
- 1020年頃
  - ラートボト・フォン・クレットガウがスイス北部アールガウ地方にハビヒツブルク城を築く。
  - ライヒェナウ派による「バンベルクの黙示録（英語版）」が作られる。
- 1021年
  - ファーティマ朝カリフのハーキムが消息不明となる。
    - ハーキムの子ザーヒルがカリフとなり、姉シットゥ・アル・ムルクが摂政となる。
    - ハーキムの代理人であったドゥルーズ派の祖でイマームのハムザ・イブン・アリが迫害を受ける。

  - カナダ・ニューファンドランド島のランス・オ・メドー遺跡出土の木片が伐採された年がこの年に当たる。
    - この遺跡はヴァイキングによるものとされ、この年までにはヨーロッパ系人種が北アメリカ大陸に入植していたことの証拠となる。
- 1022年
  - 藤原道長による法成寺の落慶供養。
  - フランス王ロベール2世の命によりオルレアンで異端者に対する最初の火刑が行われる。
- 1023年 - 北宋で交子が紙幣として発行される（世界最古の紙幣）。
- 1024年 - ハインリヒ2世死亡、コンラート2世ドイツ王を継承。
- 1025年
  - チョーラ朝のラージェンドラ1世が再びシュリーヴィジャヤ征討の艦隊を派遣。
  - ピャスト家のボレスワフ1世が初代のポーランド王に選ばれる。
  - 東ローマ皇帝バシレイオス2世が死去。
    - 弟のコンスタンティノス8世が即位。東ローマ帝国の大幅な領土拡張は休止する。
    - この時期までに、東方領土をめぐるビザンツ文学の英雄叙事詩『ディゲネス・アクリタス』が編纂される。

  - イブン・スィーナーが『医学典範（アル・カーヌーン・フィ・アル・ティッブ）』を完成させる。
- 1026年 - ソランキ朝のビームデーヴ1世によりグジャラート地方モデラの太陽寺院（英語版）が建立される。
- 1027年
  - エルヌ教会会議（トゥールージュ会議）で「神の休戦（トレウガ・デイ（英語版））」が布告される。
  - イングランド王クヌートがローマ歴訪で、神聖ローマ皇帝コンラート2世の戴冠式に参加。
- 1028年
  - 藤原道長死去。藤原行成死去。
  - 平忠常の乱（ - 1031年）。
  - 甘州ウイグル王国が西夏に滅ぼされ併合される。
  - イングランド王でデンマーク王でもあるクヌートがノルウェーの王位も兼任する（北海帝国の成立）。

### 1030年代
- 1030年
  - 神聖ローマ皇帝コンラート2世がシュパイアー大聖堂の建設を命じる。
  - アザーズの戦いで東ローマ帝国がミルダース朝（英語版）に敗北。
- 1031年
  - コルドバのカリフであるヒシャーム3世（英語版）が廃位により追放され、後ウマイヤ朝滅亡。
  - サラゴサ王国・トレド王国・セビリア王国などのムスリム系群小国家（タイファ）が乱立する。
  - 東ローマ帝国の将軍ゲオルギオス・マニアケス（英語版）がエデッサをミルダース朝の領主から奪還。
- 1032年
  - チベット系タングート族の西平王李徳明の死により李元昊が後を継ぐ。
  - ブルグント王家が断絶し、神聖ローマ皇帝コンラート2世がブルグントを併合。
    - 神聖ローマ皇帝は中世ドイツの王・イタリア王・ブルグント王を兼任することになる。
- 1032年頃
  - シーア派系民兵組織がシリアのハッラーンを襲いこの地のサービア教徒共同体が壊滅し離散する。
- 1033年
  - 北宋で皇帝仁宗の郭皇后が廃され、これをめぐり論争が起こる（慶暦の党議）。新たに曹皇后を冊立。
- 1034年
  - ヘルルイヌス（英語版）がノルマンディーのベック修道院（英語版）を創建する。
- 1035年
  - ナバラ王サンチョ3世（大王）死去。遺領配分からナバラ・カスティーリャ・アラゴン各王国が分裂する。
  - 北海帝国のクヌート大王死去。マグヌス1世がノルウェー王として独立し北海帝国が崩壊する。
- 1036年
  - 後一条天皇が崩御し、後朱雀天皇が即位。
  - 西平王李元昊が北宋から粛州・瓜州・沙州を奪う。同年に西夏文字を制定させる。
- 1037年 - クディリのアイルランガ王が東部ジャワ再統一を完成し、カマラギャンに遷都。
- 1038年
  - ベーメン公ブレチスラフ1世によりポーランドの都グニェズノとポズナニが略奪される。
    - ポーランド公カジミェシュ1世が都をグニェズノからクラクフに移動する。

  - 東ローマ帝国将軍ゲオルギオス・マニアケスによるシチリア島東部の再征服。
  - トルコ人トゥグリル・ベクがニーシャープールの戦いでガズナ朝に大勝し、セルジューク朝を興す。
  - カイラワーンのイブン・ヤーシーンに共鳴した信徒がセネガル川流域で宗教団体ムラービトゥーンを結成。
  - 西平王李元昊が帝号（景宗）を名乗り、西夏が建国される。
    - 祖父李継遷や父李徳明にも皇帝の称号を贈り、寧夏回族自治区銀川の西夏王陵（中国語版）に改葬する。
- 1039年
  - 北宋で「皇宋通宝」が鋳造される（これは日本で発見された埋蔵渡来銭で最も量が多いもの）。

### 1040年代
- 1040年代
  - 日本で公田官物率法が制定され、国司苛政上訴が収束する。
- 1040年
  - マクベスがスコットランド王ダンカン1世を殺害し王位を奪う。
  - ダンダーナカーンの戦いで、セルジューク朝がガズナ朝に勝利しイランに進出する。
- 1041年 - カラハン朝が東西に分裂。
- 1042年
  - 東ローマ皇帝ミカエル5世が政変で廃位され、ゾエとテオドラの姉妹の皇女が共同女帝に立てられる。
  - インドのヴィクラマシーラ寺院のアティーシャがチベットのグゲ王国に入国しトリン寺に滞在する。
- 1043年 - 慶暦の改革により范仲淹・欧陽脩らが抜擢される。欧陽脩が『朋友論』を執筆。
- 1044年
  - 慶暦の和約。
  - アノーヤター王が即位し、パガン朝の発展が始まる。
  - ポーランドのヴィエリチカ岩塩坑が開かれる。
- 1045年
  - 後朱雀天皇が崩御し、後冷泉天皇が即位。
  - 東ローマ帝国がバグラト朝アルメニア王国を滅ぼし都アニを占領。アルメニア人のディアスポラが生じる。
  - エドワード懺悔王（証聖王）がテムズ川上流にウェストミンスター聖堂を建立（ - 1050年）。
  - 東ローマ皇帝コンスタンティノス9世によりコンスタンティノポリス大学が再編される。
- 1046年
  - スートリ教会会議（英語版）で神聖ローマ皇帝ハインリヒ3世が三教皇の鼎立を終わらせる。
  - キエフ大公ヤロスラフ1世の公子フセヴォロド（後のフセヴォロド1世）と東ローマ皇帝コンスタンティノス9世モノマコスの皇女アナスタシア（ロシア語版）の結婚。
- 1047年 - 遼の章聖皇太后により内モンゴル自治区慶州の白塔（遼釈迦仏舎利塔）が建立される。
- 1048年
  - ノルマン人が北アフリカのチュニスを占領（ - 1058年）。
  - 西夏の李元昊（景宗）が太子の李寧令哥に暗殺される。

### 1050年代
- 1050年頃 -ソランキー朝の王妃ウダヤマティによりグジャラート州パータンのラーニー・キ・ヴァーヴ（王妃の階段井戸）が造られる。
- 1051年
  - 前九年の役（ - 1062年）。
  - フランス王アンリ1世とキエフ大公の公女アンナ・ヤロスラヴナが結婚する。
  - キエフ・ペチェールシク大修道院（キエフ・洞窟大修道院）が建立される。
- 1052年 - 最澄に仮託した著作『末法燈明記』などではこの年（永承7年）を末法元年とした。
  - 『周書異記』に依拠して釈尊の入滅を周の穆王52年（紀元前949年）とし、正法1000年像法1000年説によりこの年を算定した。
- 1053年
  - 藤原頼通により宇治の平等院鳳凰堂（阿弥陀堂）が建立される。
  - チヴィターテの戦い（英語版）に勝利したノルマン人が教皇レオ9世を捕虜とする。教皇は捕虜のまま翌年に死去。
- 1054年
  - コンスタンティノポリスで東西教会の相互破門事件（大シスマ）。
    - 教皇使節フンベルトゥスとコンスタンティノポリス総主教ミカエル1世ケルラリオスの両者によって発生。

  - 7月4日おうし座に超新星（SN 1054）出現。後の「かに星雲（M1）」。
- 1055年 - セルジューク朝軍がバグダードに入城し、ブワイフ朝の勢力を追い払う。
- 1056年
  - ムラービトゥーンのアブー・バクル・イブン・ウマルが指導者となりムラービト朝が成立。
  - 遼の章聖皇太后の弟蕭孝穆により山西省応県の仏宮寺釈迦塔（応県木塔）が建立される。
  - 東ローマ女帝テオドラが死去し、マケドニア朝の血統は断絶。元老院議員ミカエル6世ストラティオティコスが後継の皇帝となる。
- 1057年
  - ランファナンの戦いで、スコットランド王ダンカン1世の子マルカムがマクベスを倒す。
  - 東ローマ皇帝ミカエル6世ストラティオティコスが政変で廃位され、イサキオス1世コムネノスが皇帝となる。
- 1058年
  - セルジューク朝のトゥグリル・ベクがスルタンを称す。
  - 王安石が皇帝仁宗に万言書「仁宗皇帝に上 (たてまつ) るの書」で政治改革を表明。
- 1059年
  - 教皇ニコラウス2世により教皇選挙（コンクラーベ）は枢機卿団によってのみ行われることが定められる。
  - 教皇ニコラウス2世らのメルフィ会議によりロベルト・イル・グイスカルドのアプリア・カラブリア・シチリア公位が認められる。

### 1060年代
- 1060年頃 - 現存最古の神社建築である宇治上神社が建立される。
- 1061年
  - ノルマン人によるシチリア島征服が始まる（ - 1091年）。
  - イギリスの貴婦人リシュエルディス・デ・ファヴェルシュが「ウォルシンガムの聖母マリア（英語版）」の出現を幻視し、この地が巡礼地となる。
- 1062年 - ムラービト朝の君主ユースフ・イブン・ターシュフィーン（英語版）が即位する。
- 1063年
  - 北宋で仁宗が死去し、従兄弟の子が即位し英宗となり、濮議が起こる。
  - 北宋の欧陽脩が『集古録』を執筆する。
  - 吐蕃の禹蔵花麻が西夏に帰属する。
  - 源頼義が鎌倉由比郷鶴岡に石清水八幡宮を勧請する（鶴岡八幡宮の創建）。
- 1064年
  - セルジューク朝が東ローマ領となっていたアルメニアを占領。
  - パレルモ沖海戦で、ピサがイスラム軍に勝利する。
    - これを記念してギリシア人ブスケトゥス（Buschetus)の設計によるピサ大聖堂が着工される。
- 1065年以降
  - カタルーニャのサンタ・セシリア・デ・グラネラ教会礼拝堂（カタルーニャ語版）が建立される。
- 1066年
  - イングランドでエドワード懺悔王（証聖王）が死去、ハロルド2世が即位。
    - スタンフォード・ブリッジの戦い。
      - ノルウェー王ハーラル3世がイングランド王位を請求して、この戦いでハロルド2世に敗北。

    - ヘースティングスの戦い。
      - ノルマンディー公ギヨーム2世がハロルド2世を倒しイングランド制圧、ウィリアム1世として即位（ノルマン・コンクエスト）。
      - ノルマン・コンクエストを描いた「バイユーのタペストリー」にはこの年に接近したハレー彗星も描かれている。

  - イスラム教徒支配のグラナダ・タイファで宰相ヨゼフ・イブン・ナグレラらユダヤ人が虐殺される（グラナダ虐殺（英語版））。
- 1067年
  - チューリンゲン方伯がヴァルトブルク城を築く。
  - ニザーム・アルムルクによりバグダードにニザーミーヤ学院が創設される。
- 1068年
  - 後冷泉天皇が崩御し、後三条天皇が即位。
  - アリタ川の戦いでポロヴェツ人がキエフ大公・チェルニゴフ公・ペレヤスラヴリ公に勝利する。
- 1069年
  - 北宋で王安石の改革が始まり、制置三司條例司が設置される。
    - この改革で「熙寧新法」と呼ばれる青苗法（1069年）・市易法（1072年）・募役法（1070年）・その他が施行される。

  - 後三条天皇が延久の荘園整理令を発布し、記録荘園券契所を設置。
  - 秦致貞による最古の「聖徳太子絵伝（旧法隆寺東院絵殿障子絵・現東京国立博物館法隆寺館蔵）」が描かれる。
- 1069年頃
  - ユースフ・ハーッス・ハージブによる最初期のテュルク語文学『クタドゥグ・ビリグ』が書かれる。

### 1070年代
- 1070年
  - 東チャールキヤ王クロトゥンガがクロトゥンガ・チョーラ1世として即位、東チャールキヤ朝がチョーラ朝を継ぐ形で合併される。
  - スリランカで国王ウィジャヤバーフ1世がチョーラ朝勢力を追放する。
  - ノルウェー国王オーラヴ3世ヒッレが交易都市ベルゲンを建設する。
  - 北宋の周敦頤が『太極図説』を撰述する。
  - 延久蝦夷合戦。
- 1071年
  - マンツィケルトの戦い。
    - 東ローマ皇帝ロマノス4世がセルジューク朝スルタンのアルプ・アルスラーンに大敗し捕虜となる。
    - ロマノス4世の廃位により東ローマ皇帝ミカエル7世ドゥーカスが即位。またこれ以後小アジアにトルコ人が定住し始める。

  - 東ローマ帝国のイタリア最後の拠点バーリがノルマン人に征服される。
  - ムラービト朝のユースフ・イブン・ターシュフィーンが新都マラケシュを建設する。
- 1073年
  - 後三条天皇が崩御し、白河天皇が即位。
  - 教皇グレゴリウス7世が選出され、グレゴリウス改革が始まる。
  - セルジューク朝のマリク・シャーの招聘によりウマル・ハイヤームがメルブの天文台所長となる。
  - 東ローマ皇帝ミカエル7世のもとで宦官ニケフォリツィス（英語版）が政府首班になる。
    - 穀物販売業を国営化したことで物価上昇し、ソリドゥス金貨の金保有率が大幅に下落する。
- 1074年
  - 藤原頼通が死去、上東門院彰子が死去。
  - セルジューク朝のマリク・シャーが都をエスファハーンに定める。
  - 北宋で銅銭（宋銭）の輸出を解禁する。
- 1075年
  - 教皇グレゴリウス7世による「ディクタトゥス・パパエ（英語版）（教皇令27ヶ条）」が布告される。
  - ミラノの大火で聖堂が焼失し、その混乱に乗じてパタリア運動（英語版）の指導者エルレンバルドゥス（英語版）が暗殺される。
  - ヴェネツィア元首ドメニコ・セルヴォと東ローマ帝国皇女テオドラの結婚。
  - 北宋と李朝大越との戦い（ - 1076年）。
- 1075年頃
  - チャド湖周辺の首長国を統合したフマイが、セフワ朝（英語版）カネム・ボルヌ帝国を建国する。
- 1076年
  - 白河天皇が法勝寺（六勝寺の最初）を建立する。
  - 李常傑率いる李朝大越軍が如月江・富良江の戦いで北宋軍を破る。
  - アンセルムスが『モノロギオン（フランス語版）』を執筆。
  - セルジューク朝がファーティマ朝からエルサレムを奪う。
  - ムラービト朝がガーナ王国を滅ぼす。
- 1077年
  - カノッサの屈辱で、教皇グレゴリウス7世が神聖ローマ皇帝ハインリヒ4世の破門を解除。
  - ルーム・セルジューク朝が成立。
  - マフムード・カーシュガリーによる最初のトルコ語辞典『トルコ語集成（ディーワーン・ルガート・アッ＝トゥルク（トルコ語版））』が作られる
  - アルフォンソ6世が教皇に対抗し「ヒスパニア皇帝」を名乗る。
    - アルフォンソ6世によりサンチアゴ・デ・コンポステーラ大聖堂建設が始まる（ - 1211年）。

  - ノルマンディーのバイユー大聖堂が奉献される。「バイユーのタペストリー」が完成する。
- 1078年
  - 東ローマ皇帝ミカエル7世が政変で退位し、ニケフォロス3世が即位。カラブリュエの戦い。
  - イングランド王ウィリアム1世がロンドンに要塞を建設する（ロンドン塔の始まり）。
  - ローマ教皇グレゴリウス7世がユダヤ人に対し「公職追放令」を布告する。
  - 堀河天皇の同母姉媞子内親王（郁芳門院）が最初の准母立后（尊称皇后）となる。
- 1079年
  - 蘇軾が「湖州謝表」（『東坡烏台詩案』所収）の筆禍事件で黄州に追放される。
  - 高麗王文宗から日本への医師招請事件（ - 1080年）。

### 1080年代
- 1080年
  - 北宋の神宗による元豊の改革。
  - ブリクセン教会会議で、皇帝ハインリヒ4世が教皇グレゴリウス7世を廃位し、対立教皇クレメンス3世を擁立。
  - ルーベンによりキリキア・アルメニア王国が建国される。
  - アラブ系天文学者ザルカーリーにより作られた「トレド天文表（英語版）」はこの年を基軸にしている。
- 1081年
  - 北宋に拂菻国王滅力伊霊改撒の使者が到着する。
    - 滅力伊霊改撒は東ローマ皇帝ミカエル7世かニケフォロス3世を指すと考えられる。

  - 東ローマ皇帝ニケフォロス3世が反乱により退位させられ、アレクシオス1世コムネノスが即位。
    - コムネノス朝が始まり、軍事貴族の土地所有権・徴税権を大幅に認めるプロノイア制が拡がる。

  - 延暦寺の僧徒が園城寺を襲い焼き打ちにする（永保元年の焼き討ち）。
- 1082年
  - 東ローマ皇帝アレクシオス1世が金印勅書でヴェネツィアへの免税特権を認める。
  - 東ローマ帝国の哲学者ヨハネス・イタロスが異端として糾弾される。
  - 戒覚が北宋に渡り皇帝神宗から紫衣を賜与される。
  - 蘇軾が「行書黄州寒食詩巻」や「前赤壁賦」「後赤壁賦」を書き上げる。
- 1083年
  - 後三年の役（ - 1087年）。
  - 白河天皇の命で法勝寺八角九重塔が建立される。
- 1084年
  - 神聖ローマ皇帝ハインリヒ4世がローマを制圧し、擁立した対立教皇クレメンス3世から改めて帝冠を受ける。
    - ロベルト・イル・グイスカルドのローマ略奪（英語版）。
      - 皇帝ハインリヒ4世に幽閉されていた教皇グレゴリウス7世がロベルト・イル・グイスカルドに救出される。
      - グレゴリウス7世は南イタリアのサレルノに亡命。翌1085年にその地で客死。

  - ケルンのブルーノがグランド・シャルトリューズを設立（カルトジオ会の創設）。
  - 司馬光が『資治通鑑』を完成させる（1065年 - ）。
- 1085年
  - カスティーリャ王アルフォンソ6世によるトレド征服。
  - プシェミスル家のヴラチスラフ2世が初代のボヘミア王に選ばれる。
  - イングランド王ウィリアム1世により「ドゥームズデイ・ブック」が作成される。
  - 北宋で神宗の死去により哲宗即位。宣仁太后が摂政となり旧法党が復権（元祐更化 - 1093年）。
- 1086年
  - 北宋で王安石・司馬光が相次いで死去。
  - 白河天皇が第73代堀河天皇に譲位し、上皇として院政を開始し鳥羽離宮を造営。
  - ウィリアム1世が「ソールズベリーの宣誓」を行う。
  - サグラハスの戦いでムラービト軍がカスティーリャ王アルフォンソ6世を破る。
  - セルジューク朝の君主マリク・シャーと宰相ニザーム・アルムルクによりエスファハーンのジャーメ・モスク南ドームが着工される。
- 1087年
  - ジェノヴァとピサの艦隊がズィール朝の都マフディーヤを占領する。
  - ウィリアム1世が死去し、ウィリアム2世がイングランド王に即位。
  - 北宋で西安碑林が創建される。
- 1088年
  - 第6代修道院長ユーグによりクリュニー第三聖堂（英語版）の建設が始まる（ - 1130年）。
  - 北宋の沈括が随筆『夢渓筆談』を書き始める（ - 1095年）。
- 1088年頃 - ボローニャ大学が創建される。

### 1090年代
- 1090年
  - ニザール派指導者のハサン・サッバーフがアラムート要塞を占領する。
  - カスティーリャ王アルフォンソ6世の娘婿ラモン・デ・ボルゴーニャによりアビラの城壁が建設される。
  - 白河上皇の最初の熊野御幸、聖護院の僧増誉を熊野三山検校に任ずる。
- 1090年頃 - ヴェネツィアのサン・マルコ大聖堂が完成する（1063年 - ）。
- 1091年 - マリツァ川流域のレブニオンの戦い（英語版）。
  - 東ローマ皇帝アレクシオス1世が支援したポロヴェツ族にペチェネグ族が敗北し、部族集団が壊滅。
- 1092年 - セルジューク朝宰相ニザーム・アルムルクが暗殺される。セルジューク朝君主のマリク・シャーが病没。
- 1093年
  - 北宋で宣仁太后の死去により哲宗の親政が始まり、新法党が復権（紹聖の紹述（中国語版） - 1100年）。
  - マリア・ラーハのベネディクト会修道院（英語版）が創設される。
  - アルンウィックの戦い（英語版）でスコットランド王マルカム3世が殺害される。
- 1094年
  - ファーティマ朝カリフのムスタンスィルの死去により、ムスタアリーがカリフとなり兄弟のニザールは廃嫡される。
  - エル・シッドがバレンシアをイスラム教徒から奪回する。
  - 出羽国にて平師妙・師季父子が反乱を起こす。
  - 大宰権帥藤原伊房が職権を利用して遼と私貿易を行ったことにより解任される。
- 1095年
  - ローマ教皇ウルバヌス2世によるクレルモン教会会議。
    - セルジューク朝の攻撃を受けていた東ローマ皇帝アレクシオス1世の救援要請を受け、対イスラム教徒戦への参加を呼びかける。

  - ニザーミーヤ学院教授ガザーリーが回心し辞職、『哲学者の自己矛盾』を執筆。
- 1096年
  - 第1回十字軍出発。
  - 民衆十字軍がキボトシュの戦い（ドラコンの戦い)で壊滅する。
  - ドイツ・ラインラント各地でユダヤ人虐殺が発生。
    - 逃亡したユダヤ人の多くはポーランド公ヴワディスワフ1世ヘルマンのもとで庇護される。

  - 掖庭の獄。
  - 永長の大田楽。永長地震。
- 1097年
  - 北宋で洛獄・同文館の獄が相次いで起こる。
  - ニカイア攻囲戦、ドリュラエウムの戦い。ルーム・セルジューク朝がニカイアからコンヤへ都を遷す。
- 1098年
  - ノルウェー王マグヌス3世（裸足王）がオークニー諸島・マン島・ヘブリディーズ諸島を占領しスコットランドを屈服させる。
  - モレームのロベールがシトー修道院を設立（シトー会の創設）。
  - 十字軍のアンティオキア占領。これに乗じてファーティマ朝がセルジューク朝からエルサレム奪還。
- 1099年
  - エルサレム攻囲戦で十字軍がファーティマ朝に勝利し占領。エルサレム王国成立。
    - この時期までにアンティオキア公国・トリポリ伯国・エデッサ伯国など十字軍国家が成立する。

  - 白河天皇の皇子で仁和寺の覚行が親王宣下を受け、最初の法親王となる。

### 1100年代
- 1100年
  - 北宋で哲宗の死去により徽宗即位。欽聖太后が摂政となり新法・旧法両党から登用し融和を促す（ - 1101年）。
  - イングランド王国、ヘンリー1世が国王に即位（ - 1135年）

## 人物

### キリスト教世界

#### 神聖ローマ帝国
- ノートカー（950年 - 1022年） - ザンクト・ガレン修道院付属学校の教師・古典ラテン文学を古高ドイツ語に翻訳しドイツ語正書法を確立
- ベルンヴァルト（英語版）（960年 - 1022年） - ヒルデスハイム司教・聖マリア大聖堂と聖ミカエル教会を造営・「聖ベルンヴァルトの青銅扉」でも有名
- ハインリヒ3世（黒王）（1017年 - 1056年） - ローマ王（ドイツ王）で神聖ローマ皇帝（在位1039年 - 1056年）・スートリ教会会議で三教皇を罷免
- ハインリヒ4世（1050年 - 1106年） - ローマ王で神聖ローマ皇帝（在位1056年 - 1105年）・カノッサの屈辱で教皇グレゴリウス7世に敗北
- ヘルマヌス・コントラクトゥス（1013年 - 1054年） - 音楽理論家・作曲家・天文学者・歴史家・肢体不自由だったがライヒェナウ修道院で活躍
- ヒルザウのヴィルヘルム（ドイツ語版）（1030年頃 - 1091年） - ベネディクト会系修道院長・ドイツにおける修道院改革の中心人物
- ブレーメンのアダム（11世紀後半） - 年代記作者・ブレーメン大聖堂付属神学校校長・北欧諸国への宣教を記録した『ブレーメン教会史』が有名

#### イタリア
- ベネディクトゥス9世（1012年頃 - 1055年以降） - ローマ教皇（在位1032年 - 1048年まで断続的）・教皇位に三度就任したことで有名
- レオ9世（1002年 - 1054年） - ローマ教皇（在位1049年 - 1054年）・フンベルトゥスを東ローマ帝国に特使として派遣
- グレゴリウス7世（1020年 - 1085年） - ローマ教皇（在位1073年 - 1085年）・グレゴリウス改革を推進しカノッサの屈辱に勝利
- ウルバヌス2世（1035年 - 1099年） - ローマ教皇（在位1088年 - 1099年）・クレルモン教会会議で十字軍を勧請する
- モワイヤンムーティエのフンベルトゥス（英語版）（1000年頃 - 1061年） - 枢機卿・ベネディクト会士・教皇特使として東ローマ帝国に派遣されて相互破門事件を起こす
- ペトルス・ダミアニ（1007年 - 1072年） - 枢機卿・ベネディクト会士・グレゴリウス改革の中心人物・著作に『ゴモラの書』『秘蹟論』がある
- ロムアルドゥス（英語版）（952年 - 1027年） - 修道士・カゼンティーノの森に隠修士の庵「サクロ・エーレモ」を結びカマルドリ修道会（英語版）を創設
- グイード・ダレッツォ（991年/992年 - 1050年） - 修道士・音楽教師・現在につながる楽譜記譜法を発明する
- ロベルト・イル・グイスカルド（1015年 - 1085年） - ノルマン人傭兵で後に中世シチリア王国を建てるオートヴィル家の首領
- コンスタンティヌス・アフリカヌス（1017年 - 1087年） - 北アフリカ出身の修道士・アラビア医学を翻訳紹介しサレルノ大学を基礎づける
- マティルデ・ディ・カノッサ（1046年? - 1115年） - トスカーナ女伯・叙任権闘争では教皇派・「カノッサの屈辱」のカノッサ城の所有者

#### フランス
- アダルベロン（947年 - 1030年） - ラン司教・「ロベール王に捧げる歌」で中世社会の「祈る人」「戦う人」「働く人」の三身分を定式化
- ラウル・グラベール（フランス語版）（985年 - 1047年） - ブルゴーニュ地方の修道士・年代記作者・著作『歴史』では紀元千年の社会が活写されている
- モレームのロベール（1029年頃 - 1111年） - シャンパーニュ地方出身の修道士・アルベリックやステファン・ハーディングらとシトー会を設立
- ケルンのブルーノ（1030年頃 - 1101年） - ドイツ出身の修道士・ランス大聖堂付属学校校長・カルトジオ会の創設者・教皇ウルバヌス2世の助言者
- トロワのラシ（1040年 - 1105年） - ユダヤ人のラビ・シャンパーニュ伯に庇護され十字軍により壊滅したユダヤ人の学問研究を再建する
- コンピエーニュのロスケリヌス（1050年頃 - 1125年頃） - フランスの哲学者・神学者・唯名論の創始者とされ弟子アベラルドゥスにも影響

#### イングランド
- ゴダイヴァ夫人（990年頃 - 1067年） - イングランドの貴族女性・夫マーシア伯によるコヴェントリーへの圧政に抵抗した挿話で有名
- クヌート（クヌーズ2世）（995年 - 1035年） - イングランド王・デンマーク王・ノルウェー王を兼ねた北海帝国の君主
- エドワード懺悔王（証聖王）（1004年頃 - 1066年） - イングランドのアングロ・サクソン系国王（在位1042年 - 1066年）
- ランフランクス（1005年頃 - 1089年） - カンタベリー大司教・ベック修道院付属学校校長・ウィリアム1世の統治にも協力する
- ハロルド2世（1022年 - 1066年） - イングランド最後のアングロ・サクソン系国王（在位1066年）・ヘイスティングズの戦いで敗死
- ウィリアム1世（征服王）（1027年 - 1087年） - ノルマンディー公・イングランド王（在位1035年 - 1087年）・ノルマン朝の祖
- アンセルムス（1033年 - 1109年） - カンタベリー大司教・神学者・哲学者であり「スコラ学の父」・著作に『モノロギオン』がある

#### スコットランド
- ダンカン1世（1001年 - 1040年） - スコットランド王（在位1031年 - 1040年）・王国の領土を拡大するがマクベスに殺害される
- マクベス（1005年 - 1057年） - スコットランド王（在位1040年 - 1057年）・ダンカン1世を殺害・シェークスピアの悲劇で有名

#### 北欧
- オーロフ（？ - 1022年？） - スウェーデン王（在位994年？ - 1022年？）・キリスト教（カトリック教会）を受容
- オーラヴ2世（995年 - 1030年） - ノルウェー王（在位1015年 - 1028年）・キリスト教化を進め聖人（聖王）となる
- ハーラル3世（苛烈王）（1015年 - 1066年） - ノルウェー王（在位1046年 - 1066年）・スタンフォード・ブリッジの戦いで敗死する

#### 東ローマ帝国
- バシレイオス2世ブルガロクトノス（958年 - 1025年） - 東ローマ帝国マケドニア朝最盛期の皇帝（在位976年 - 1025年）
- ゾエ（978年頃 - 1050年） - 東ローマ帝国マケドニア朝の女帝（在位1042年）・三代の皇帝の皇后ともなる（1028年 - 1050年）
- テオドラ（995年 - 1056年） - 東ローマ帝国マケドニア朝の女帝（在位1042年、1055年 - 1056年）・ゾエと一時共同統治
- コンスタンティノス9世モノマコス（1000年 - 1055年） - 東ローマ帝国マケドニア朝の皇帝（在位1042年 - 1055年）・ゾエの三人目の夫
- ロマノス4世ディオゲネス（？ - 1072年） - 東ローマ帝国ドゥーカス朝の皇帝（在位1068年 - 1071年）・マンツィケルトの戦いで敗北
- アレクシオス1世（1048年 - 1118年） - 東ローマ皇帝（在位1081年 - 1118年）・コムネノス朝の祖・十字軍対策に苦慮しつつ帝国を再建
- 新神学者シメオン（949年 - 1022年） - 聖ママス修道院長・神学者・二度の追放を受けながら復権・『神の愛への讃歌』ほかの著作がある
- ミカエル1世ケルラリオス （1000年頃 - 1059年） - コンスタンティノポリス総主教（在位1043年 - 1059年）・教皇特使と対立し相互破門事件起こす
- ニケタス・ステタトス（英語版）（1005年頃 - 1090年頃） - ストゥスディオス修道院長・『聖シメオン伝』を執筆・反ラテン派の代表でもあった
- ミカエル・プセルロス（1018年頃 - 1078年頃） - 東ローマ帝国マケドニア朝の政治家・哲学者・歴史家として『年代記』を記録
- ヨハネス・スキュリツェス（1040年代初頭 - 1101年以降） - 東ローマ帝国の歴史家・その著作『歴史概観』はマドリード挿絵写本で知られる
- ヨハネス・イタロス（英語版）（1050年？ - 1112年） - 東ローマ帝国の哲学者・プセルロスの弟子・過度に哲学に傾斜したことで異端として糾弾される

#### 東欧
- サムイル（958年 - 1014年） - 第一次ブルガリア帝国の皇帝（在位997年 - 1014年）・クリディオン峠の戦いで東ローマ軍に敗北
- ボレスワフ1世（勇敢王）（966年/967年 - 1025年） - ピャスト朝のポーランド国王（在位992年 - 1025年）・ベーメンやマイセンに領土拡大
- イシュトヴァーン1世（975年 - 1038年） - ハンガリーの建国者（在位997年 - 1038年）・ハンガリーのキリスト教化を進める
- ヤロスラフ1世（賢公）（978年頃 - 1054年） - キエフ大公（在位1016年 - 1054年）・『ルースカヤ・プラウダ』（ルーシ法典）を整備
- キエフのアントニー（英語版）（983年 - 1073年） - キエフ洞窟（ペチェルスキー）修道院の創設者・フェオドシーとともにロシア修道制を確立
- シュチェパヌフのスタニスラウス（1030年 - 1079年） - クラクフ司教・ポーランド国王ボレスワフ2世の戴冠を行うが後に反目して殺害される

#### 十字軍国家
- 隠者ピエール（？ - 1115年） - フランス出身の聖職者・十字軍本隊に先立ち民衆十字軍を率いてエルサレムを目指すが失敗する
- アデマール・ド・モンテイユ（？ - 1098年） - フランスのル・ピュイ司教・教皇特使として第1回十字軍の精神的指導者となる
- シャルトルのフーシェ（英語版）（1058年頃 - 1127年） - フランス出身の聖職者・第1回十字軍に参加し『十字軍史』を執筆
- ゴドフロワ・ド・ブイヨン（1060年頃 - 1100年） - 第1回十字軍の指導者の一人でエルサレムの初代聖墓守護者
- ピサのダゴベルト（英語版）（？ - 1105年） - ピサ大司教・ピサ艦隊を率い第1回十字軍を支援・のちにラテン系エルサレム総大司教となる

#### イベリア半島
- サンチョ3世ガルセス（大王）（10世紀 - 1035年） - ナバラ国王（在位1004年 - 1035年）・婚姻政策でイベリア半島北部の諸国の祖となる
- アルフォンソ6世（1040年以前 - 1109年） - レオン国王（在位1065年 - 1109年）・カスティーリャ国王（在位1072年 - 1109年）
- エル・シッド（ロドリゴ・ディアス・デ・ビバール）（1045年？ - 1099年） - レコンキスタで活躍したカスティーリャの騎士

### イスラム世界
- フェルドウスィー（934年 - 1025年） - サーマーン朝・ガズナ朝時代に活躍したペルシャ語詩人・『シャー・ナーメ』を書く
- アブー・アル・カースィム・アッ・ザフラウィー（936年 - 1013年） - コルドバの医師・医学百科事典『解剖の書』を執筆・外科用器具も考案
- サアーリビー（960年 - 1038年） - ニーシャープール出身の文献学者・詩人たちの業績を『ヤティーマ・アッ・ダフル』『心の果実』にまとめる
- イブン・アル・ハイサム（965年 - 1040年） - バスラ出身の数学者・天文学者・物理学者・『光学の書』を著し「光学の父」と呼ばれる
- アル・ハマザーニー（969年 - 1007年） -  ハマダーン出身の詩人・著作家・マカーマ（語り物）の創始者・「時代の驚異」と呼ばれる
- マフムード（971年 - 1030年） - ガズナ朝のスルタン（在位997年 - 1030年）・インド遠征でプラティハーラ朝を滅ぼす
- アル・ビールーニー（973年 - 1048年） - ホラズム出身の著述家・天文書『マスウード宝典』や地理書『インド誌』など多方面で活躍
- アル・マーワルディー（978年 - 1058年） - シャーフィイー法学派の法学者・アッバース朝カリフに仕え『統治の諸規則』をまとめた
- イブン・スィーナー（980年 - 1037年） - ブハラ出身の学者・哲学者としては『治癒の書』、医師としては『医学典範』がある
- カーブース・ブン・ワシュムギール（？ - 1012年） - ズィヤール朝の君主（在位978年 - 1012年）・ゴンバデ・カーブースを建設・詩人である
- ハーキム（985年 - 1021年） - ファーティマ朝第6代カリフ（在位996年 - 1021年）・残酷さと奇矯さで有名・ドゥルーズ派では救世主
- シットゥ・アル・ムルク（970年 - 1023年） - ファーティマ朝第7代カリフのザーヒルの摂政・失踪したハーキムの姉で前政権の施策を転換
- トゥグリル・ベク（993年 - 1063年） - セルジューク朝初代スルタン（在位1038年 - 1063年）・ニーシャプールを都とする
- イブン・ハズム（994年 - 1064年） - 後ウマイヤ朝時代の法学者・文学者・『諸宗派に関する書』『鳩の頸飾り』などの著作がある
- イブン・ブトラーン（1001年頃 - 1066年） - バグダードで活躍したネストリウス派キリスト教徒の医師・『健康全書』に影響を与える
- イブン・ザイドゥーン（1003年 - 1071年） - 後ウマイヤ朝の政治家・詩人としてザジャル形式をまとめる・王女ワッラーダとの相聞歌も有名
- ナースィル・ホスロー（1003年 - 1061年） - ペルシアの詩人・神学者・詩集『ディーワーン』や旅行記『サファル・ナーメ（英語版）』がある
- マフムード・カーシュガリー（1005年？ - 1102年？） - カラハン朝の王族・アッバース朝に逃れ『テュルク語辞典』をカリフに献呈する
- アブー・バクル・イブン・ウマル（？ - 1087年） - ムラービト朝第4代アミール（在位1056年 - 1087年）・ガーナ王国征服
- ユースフ・イブン・ターシュフィーン（1009年？ - 1106年） - ムラービト朝第5代アミール（在位1061年 - 1106年）・イベリア半島制圧
- ニザーム・アル・ムルク（1017年 - 1092年） - セルジューク朝全盛期の宰相・マリク・シャーを補佐しニザーミーヤ学院を創設
- ユースフ・ハーッス・ハージブ（1018年/1019年頃 - 1092年） - カラハン朝の大侍従・『クタドゥグ・ビリグ（幸福に関する知恵）』を著す
- カイ・カーウース（英語版）（1021年 - 1082年） - ズィヤール朝の君主・息子ギーラーン・シャーへの教訓書『カーブースの書』を書き残す
- ソロモン・イブン・ガビーロール（1021年/1022年頃 - 1058年/1070年頃） - スペインのユダヤ教徒の哲学者・主著は『生命の源』
- アルプ・アルスラーン（1029年 - 1072年） - セルジューク朝第2代スルタン（在位1064年 - 1072年）・マンツィケルトの戦いで勝利
- スライマーン・イブン・クタルミシュ（？ - 1086年） - ルーム・セルジューク朝の始祖（在位1077年 - 1086年）・小アジア各地を占領
- ウマル・ハイヤーム （1048年？ - 1131年？） - セルジューク朝時代のペルシアの天文学者・『ルバイヤート』の詩人
- マリク・シャー（1055年 - 1092年） - セルジューク朝第3代スルタン（在位1072年 - 1092年）・王朝の全盛期を現出
- クルチ・アルスラーン1世（？ - 1107年） - ルーム・セルジューク朝の第2代スルタン（在位1092年 - 1107年）・第1回十字軍の急襲に苦慮する
- ハサン・サッバーフ（？ - 1124年） - イスマーイール派・ニザール派開祖でいわゆる暗殺教団の最初の指導者

### 南アジア・チベット
- ダンガ（？ - 1008年頃） - インドのチャンデーラ朝の君主（在位950年頃 - 1008年頃）・カジュラーホー寺院を建立
- ラージェンドラ1世（？ - 1044年） - 南インドのチョーラ朝の王（在位1016年 - 1044年）・マレー半島やスマトラ島を征服
- アティーシャ（982年 - 1054年） - インドのヴィクラマシーラ寺院の学頭・チベットに招かれチベット仏教中興の祖となる
- ドムトゥン（1005年 - 1064年） - チベットの僧侶・アティーシャをチベットに招聘し弟子になる・カダム派の祖となる
- ナローパ（1016年 - 1100年） - インドの僧侶・ナーランダ僧院で活躍・「ナローパの六法」と呼ぶ後期密教はカギュ派に影響を与える
- ドルジェタク（11世紀） - チベットの僧侶・インドのナーランダ僧院で学び仏典のチベット語訳を行う・呪術に長けた異能の人物とされる
- ソーマデーヴァ（11世紀） - カシミール出身の詩人・『屍鬼二十五話』を含む説話集『カター・サリット・サーガラ』を編纂
- クリシュナ・ミシュラ（11世紀） - チャンデーラ朝の詩人・サンスクリット語劇『プラボーダチャンドローダヤ（悟りの月の出）』で知られる
- ビルハナ（11世紀） - カシミール出身で後期チャールキヤ朝の詩人・戯曲『カルナスンダリー』や詩集 『チャウラ・パンチャーシカ』がある
- ウィジャヤバーフ1世（1039年 - 1100年） - スリランカの王（在位1055年 - 1100年）・チョーラ朝を駆逐し仏教を再建する
- ヴィクラマーディティヤ6世（？ - 1126年） - 後期チャールキヤ朝の君主（在位1076年 - 1126年）・50年の治世で王朝の最盛期をもたらす

### 東南アジア
- ダルマヴァンシャ（？ - 1016年） - ジャワ・クディリ朝の王（在位991年 - 1016年）・領土拡大するが反乱で殺される・アイルランガは娘婿
- アイルランガ（？ - 1052年？） - ジャワ・クディリ朝の王（在位1019年 - 1052年？）・東部ジャワを統一し王国を再建
- アノーヤター（1015年 - 1078年） - パガン朝の初代の王（在位1044年 - 1078年）・モン族を押さえビルマ族を統一・上座部仏教を導入

### 東アジア

#### 北宋
- 寇準（961年 - 1023年） - 北宋の宰相・南遷を拒絶して真宗皇帝の契丹親征を主張し澶淵の盟にもちこむ
- 王欽若（962年 - 1025年） - 北宋の宰相・遼の南進に際しては南遷を主張・真宗に封禅を勧め『冊府元亀』の編纂も行う
- 林逋（967年 - 1028年） - 北宋の詩人・西湖中の孤山に隠棲し詩作した・『林和靖先生詩集』がある
- 真宗（968年 - 1022年） - 北宋の第3代皇帝（在位997年 - 1022年）・遼と澶淵の盟を結ぶ・泰山での封禅も有名
- 張君房（生没年不詳） - 北宋の道士・真宗皇帝の命で道蔵「大宋天宮宝蔵」を編纂し後に要約本「雲笈七籤」を撰述
- 范寛（活躍時期11世紀前半） - 北宋の山水画家・山林に分け入り自然観察を重視・代表作に「谿山行旅図」がある
- 范仲淹（989年 - 1052年） - 北宋の政治家・仁宗に仕え「君子の朋党」を称す・「龍図老子」と呼ばれ「先憂後楽」の語でも有名
- 畢昇（？ - 1052年頃） - 北宋の技術者・慶暦年間に膠泥活字を用いて印刷を行ったとされる
- 欧陽脩（1007年 - 1072年） - 北宋の政治家・詩人・文学者・歴史学者・唐宋八大家の一人・『新五代史』『新唐書』を編纂
- 韓琦（1008年 - 1072年） - 北宋の政治家・仁宗から神宗に仕える・四川の飢饉や西夏の侵攻に対処し王安石の改革には反対
- 蘇洵（1009年 - 1066年） - 北宋の文人で唐宋八大家の一人・蘇軾と蘇轍兄弟の父・著作に『蘇老泉全集』がある
- 邵雍（1011年 - 1077年） - 北宋の儒学者・北宋の五子の一人・官途にはつかず市井で活躍・易学に詳しく「先天図」を大成
- 周敦頤（1017年 - 1073年） - 北宋の儒学者・宋学の祖とされる・『太極図説』の著者・北宋の五子の一人
- 曹国舅(曹佾)（1018年 - 1089年） - 北宋の仙人・八仙の一人・北宋の仁宗皇帝の曹皇后の弟である縁で「国舅」という
- 曾鞏（1019年 - 1083年） - 北宋の政治家・散文家・唐宋八大家の一人・著作に『元豊類藁』がある・曾布は異母弟
- 司馬光（1019年 - 1086年） - 北宋の政治家（旧法党）・元祐更化で新法を廃止・歴史学者として『資治通鑑』がある
- 張載（1020年 - 1077年） - 北宋の儒学者・宋学の「周程張朱」の一人として名を成す・北宋の五子の一人
- 王安石（1021年 - 1086年） - 北宋の政治家（新法党）・神宗のもとで熙寧新法を実施・唐宋八大家の一人
- 郭煕（1023年頃 - 1085年頃） - 北宋の山水画家・李成と並んで「李郭」と呼ばれる・代表作に「早春図」がある
- 沈括（1030年 - 1094年） - 北宋の政治家・学者・『夢渓筆談』は中国の科学技術史の記録として重要
- 呂恵卿（1032年 - 1111年） - 北宋の政治家・司農寺長官として王安石の改革を支えるがのちに反目する
- 宣仁太后（1032年 - 1093年） - 北宋の英宗の皇后（高氏）・神宗の死後に哲宗の摂政となり旧法党の元祐更化を支持
- 程顥（1032年 - 1085年） - 北宋の政治家・儒学者・弟の程頤とともに「二程子」と称される・北宋の五子の一人
- 程頤（1033年 - 1107年） - 北宋の政治家・儒学者・兄の程顥とともに「二程子」と称される・北宋の五子の一人
- 章惇（1035年 - 1105年） - 北宋の政治家・哲宗の親政（紹聖の紹述）とともに新法を復活し旧法党を弾圧する
- 曾布（1036年 - 1107年） - 北宋の政治家・曾鞏の異母弟・章惇失脚後の新法党の中心となり向太后政権を支える
- 蘇軾（1037年 - 1101年） - 北宋の政治家・文人として唐宋八大家の一人・書家として宋の四大家の一人・代表作に「赤壁賦」がある
- 蘇轍（1039年 - 1112年） - 北宋の政治家・文人として唐宋八大家の一人・蘇軾の弟・『欒城集』ほかの著作がある
- 黄庭堅（1045年 - 1105年） - 北宋の文学者・書家・画家・書家・宋の四大家の一人・代表作に「伏波神祠詩巻」がある
- 神宗（1048年 - 1085年） - 北宋の第6代皇帝（在位1067年 - 1085年）・王安石の新法を支持し元豊の改革を推進
- 欽聖太后（1046年 - 1101年） - 北宋の神宗の皇后（向氏)・哲宗の死後に徽宗の摂政となり新法党と旧法党の融和を図る
- 李公麟（1049年 - 1006年） - 北宋の画家・進士となり諸官を歴任後に竜眠山に隠棲し竜眠と号す・代表作に「五馬図巻」がある
- 米芾（1051年 - 1107年） - 北宋の文学者・書家・画家・収蔵家・宋の四大家の一人・代表作に「蜀素帖」がある

#### 遼
- 聖宗（971年 - 1031年） - 遼の第6代皇帝（在位982年 - 1031年）・北宋と澶淵の盟を結ぶ

#### 西夏
- 李元昊（1003年 - 1048年） - 西夏の初代皇帝（景宗）（在位1032年 - 1048年）・北宋と慶暦の和約を結ぶ

#### 大越
- 李公蘊（974年 - 1028年） - 李朝大越国の初代国王（太祖）（在位1010年 - 1028年）
- 李常傑（1019年 - 1105年） - 李朝大越国の武将・宦官・太宗から仁宗に仕える・チャンパや北宋と戦いを勝利に導いた名将

### 日本
- 赤染衛門（956年頃？ - 1041年以後） - 一条天皇の中宮彰子の女房・歌人・『栄花物語』の作者か？
- 藤原実資（957年 - 1046年） - 公卿・右大臣（賢人右府）・日記『小右記』はこの時代の重要資料
- 藤原保昌（958年 - 1036年） - 武将・摂津守・和泉式部の夫・『今昔物語集』などにある盗賊袴垂との挿話でも知られる
- 寂照（962年頃？ - 1034年） - 天台宗の僧・円通大師・渡宋してその地で客死・能「石橋」でも知られる
- 藤原道長（966年 - 1027年） - 公卿・摂政・内覧・通称は御堂関白・摂関政治の最盛期
- 藤原公任（966年 - 1041年） - 公卿・寛弘の四納言の一人・『和漢朗詠集』の選者
- 平忠常（967年？/975年？ - 1031年） - 武将・房総平氏の祖・受領との対立から反乱を起こす（平忠常の乱）
- 藤原行成（972年 - 1027年） - 公卿・寛弘の四納言の一人・書家で「三蹟」の一人・「白氏詩巻」などが残る
- 紫式部（973年？ - 1016年） - 一条天皇の中宮彰子の女房・『源氏物語』作者・『紫式部日記』がある
- 藤原伊周（974年 - 1010年） - 公卿・内大臣・長徳の変を起こす・定子や隆家の同母兄
- 和泉式部（978年頃 - ？） - 一条天皇の中宮彰子の女房・家集『和泉式部正集』『和泉式部続集』がある
- 藤原隆家（979年 - 1044年） - 公卿・中納言・大宰権帥となり刀伊の入寇を撃退
- 定朝（？ - 1057年） - 仏師・宇治の平等院鳳凰堂阿弥陀如来像を造る・寄木造技法の完成者とされる
- 源頼義（988年 - 1075年） - 武将・河内源氏棟梁・長元の乱や前九年の役を平定
- 能因（988年 - 1050年/1058年） - 僧侶・歌人・歌集『能因集』や歌学書『能因歌枕』があり各地を遍歴した数寄者でもあった
- 藤原明衡（989年？ - 1066年） - 儒学者・文人・詩文では『本朝文粋』『本朝秀句』を編修・『新猿楽記』などもある
- 藤原頼通（992年 - 1074年） - 公卿・摂政・関白・藤原道長の長男・宇治の平等院鳳凰堂を建立
- 藤原教通（996年 - 1075年） - 公卿・関白・藤原道長の五男・兄頼通と対立するも後に藤氏長者を譲られる・後三条天皇に接近
- 頼豪（1002年 - 1084年） - 天台宗の僧・阿闍梨・白河天皇の帰依を受け園城寺の戒壇院設立を図るが挫折・怨霊伝説あり
- 源隆国（1004年 - 1077年） - 公卿・大納言（宇治大納言）・『今昔物語集』などの編纂に関与？
- 菅原孝標女（1008年 - 1059年以降？） - 受領の娘・宮中の女房・『更級日記』の作者・『浜松中納言物語』の作者か？
- 成尋（1011年 - 1081年） - 天台宗の僧・善慧大師・阿闍梨・渡宋してその地で客死・『参天台五台山記』を残す・その母も歌人で有名
- 源経信（1016年 - 1097年） - 公卿・大納言（桂大納言）・歌人・『後拾遺集』を批判した『難後拾遺』ほか日記『帥記』がある
- 安倍貞任（1019年？ - 1062年） - 武将・陸奥国安倍氏の棟梁・前九年の役を起こす・厨川柵の戦いで敗れて討たれた
- 藤原経清（？ - 1062年） - 豪族・陸奥国亘理郡の在庁官人（亘理権大夫）・藤原清衡の父
- 増誉（1032年 - 1116年） - 天台宗の僧・天台座主・白河院の熊野参詣の先達をつとめ初代熊野三山検校に任じられる・聖護院を建立
- 永観（1033年 - 1111年） - 三論宗の僧・東大寺別当・京都禅林寺中興の祖となり専修念仏の先駆者となる
- 後三条天皇（1034年 - 1073年） - 第71代天皇（在位1068年 - 1072年）・摂関家を押さえ「延久の善政」を行う
- 源義家（1039年 - 1106年） - 武将・河内源氏棟梁・源頼義の長男・後三年の役を平定する
- 大江匡房（1041年 - 1111年）- 公卿・儒学者・『江家次第』『遊女記』『傀儡子記』『洛陽田楽記』の著者
- 白河天皇（1053年 - 1129年） - 第72代天皇（在位1072年 - 1086年）・上皇（法皇）として院政を開始
- 戒覚（生没年不詳）- 天台宗の僧・渡宋してその地で客死か・宋の神宗皇帝に謁見しその旅程を『渡宋記』に書き残す
- 清原家衡（？ - 1106年） - 武将・出羽国清原氏の棟梁・後三年の役を起こし源義家に討たれる
- 藤原清衡（1056年 - 1128年） - 武将・奥州藤原氏の祖・清原家衡は異父弟・平泉に居を構え中尊寺を建立